# Temporada 2019 del fútbol ecuatoriano
La Temporada 2019 del fútbol ecuatoriano abarca todas las actividades relativas a campeonatos de fútbol profesional y amateur, nacionales e internacionales, disputados por clubes ecuatorianos, y por las selecciones nacionales de este país, en sus diversas categorías, durante 2019.

## Torneos locales (Campeonatos regulares)

### Serie A (LigaPro Banco Pichincha)

#### Fase regular
Clasificación
| Pos. | Equipo                  | Pts. | PJ | G  | E  | P  | GF | GC | Dif. |  |
| ---- | ----------------------- | ---- | -- | -- | -- | -- | -- | -- | ---- |  |
| 1    | Macará                  | 62   | 30 | 17 | 11 | 2  | 47 | 17 | +30  |  |
| 2    | Barcelona               | 55   | 30 | 17 | 4  | 9  | 56 | 38 | +18  |  |
| 3    | Universidad Católica    | 53   | 30 | 16 | 5  | 9  | 48 | 29 | +19  |  |
| 4    | Delfín                  | 53   | 30 | 15 | 8  | 7  | 46 | 33 | +13  |  |
| 5    | Independiente del Valle | 52   | 30 | 15 | 7  | 8  | 41 | 29 | +12  |  |
| 6    | Liga de Quito           | 49   | 30 | 13 | 10 | 7  | 46 | 30 | +16  |  |
| 7    | Aucas                   | 49   | 30 | 14 | 7  | 9  | 48 | 44 | +4   |  |
| 8    | Emelec                  | 46   | 30 | 14 | 4  | 12 | 43 | 30 | +13  |  |
| 9    | El Nacional             | 44   | 30 | 13 | 6  | 11 | 41 | 34 | +7   |  |
| 10   | Deportivo Cuenca        | 42   | 30 | 12 | 7  | 11 | 44 | 46 | −2   |  |
| 11   | Olmedo                  | 34   | 30 | 9  | 7  | 14 | 34 | 44 | −10  |  |
| 12   | Guayaquil City          | 31   | 30 | 8  | 7  | 15 | 35 | 48 | −13  |  |
| 13   | Mushuc Runa             | 30   | 30 | 8  | 6  | 16 | 36 | 58 | −22  |  |
| 14   | Técnico Universitario   | 29   | 30 | 8  | 5  | 17 | 40 | 60 | −20  |  |
| 15   | América de Quito        | 25   | 30 | 6  | 7  | 17 | 26 | 41 | −15  |  |
| 16   | Fuerza Amarilla         | 6    | 30 | 2  | 5  | 23 | 24 | 74 | −50  |  |

Los primeros partidos se disputarán el 8 de febrero de 2019.
 Fuente: Liga Pro
Notas:
1. ↑  El Nacional fue sancionado con la pérdida de 1 punto debido al incumplimiento en la entrega de roles y planillas de aportes al IESS del mes de agosto.[1][2]
2. ↑  Deportivo Cuenca fue sancionado con la pérdida de 1 punto debido al incumplimiento en la entrega de roles y planillas de aportes al IESS del mes de mayo.[3]
3. ↑  Fuerza Amarilla fue sancionado con la pérdida de 5 puntos, 4 debido al incumplimiento en la entrega de roles y/o planillas de aportes al IESS[4] y 1 punto por la no presentación de los roles de pago del mes de mayo.[5]

|  | Clasificados a los cuartos de final. |

Resultados
| Local/Visitante         | AME   | AUC   | BAR   | DEL   | CUE   | NAC   | EME   | FAM   | GCI   | IND   | LDU   | MAC   | MUS   | OLM   | TEC   | CAT   |
| ----------------------- | ----- | ----- | ----- | ----- | ----- | ----- | ----- | ----- | ----- | ----- | ----- | ----- | ----- | ----- | ----- | ----- |
| América de Quito        |       | 1 - 1 | 2 - 2 | 1 - 1 | 3 - 0 | 1 - 3 | 1 - 2 | 3 - 0 | 3 - 0 | 1 - 1 | 0 - 1 | 0 - 1 | 0 - 1 | 1 - 1 | 2 - 0 | 1 - 0 |
| Aucas                   | 3 - 0 |       | 3 - 4 | 4 - 2 | 1 - 0 | 0 - 0 | 0 - 2 | 2 - 1 | 4 - 2 | 2 - 1 | 2 - 1 | 0 - 0 | 1 - 1 | 1 - 0 | 1 - 0 | 3 - 1 |
| Barcelona               | 4 - 0 | 2 - 1 |       | 3 - 1 | 6 - 2 | 5 - 2 | 0 - 3 | 2 - 1 | 1 - 0 | 4 - 1 | 1 - 1 | 1 - 2 | 2 - 0 | 2 - 0 | 0 - 1 | 1 - 2 |
| Delfín                  | 2 - 1 | 4 - 2 | 1 - 2 |       | 2 - 0 | 1 - 1 | 0 - 0 | 1 - 0 | 0 - 1 | 0 - 1 | 2 - 1 | 1 - 1 | 1 - 0 | 4 - 0 | 4 - 2 | 2 - 1 |
| Dep. Cuenca             | 2 - 0 | 1 - 2 | 1 - 1 | 2 - 3 |       | 2 - 2 | 1 - 0 | 3 - 0 | 2 - 0 | 3 - 2 | 1 - 0 | 1 - 2 | 3 - 1 | 2 - 1 | 4 - 3 | 1 - 2 |
| El Nacional             | 0 - 1 | 1 - 3 | 1 - 0 | 0 - 1 | 1 - 1 |       | 1 - 0 | 3 - 0 | 2 - 1 | 4 - 2 | 2 - 2 | 1 - 2 | 2 - 0 | 1 - 1 | 1 - 2 | 0 - 1 |
| Emelec                  | 3 - 0 | 2 - 1 | 0 - 1 | 0 - 1 | 0 - 1 | 2 - 1 |       | 1 - 2 | 2 - 1 | 1 - 3 | 1 - 1 | 1 - 0 | 6 - 1 | 3 - 1 | 1 - 0 | 1 - 0 |
| Fuerza Amarilla         | 3 - 0 | 3 - 3 | 0 - 3 | 0 - 2 | 2 - 2 | 0 - 4 | 1 - 4 |       | 0 - 1 | 0 - 1 | 1 - 1 | 0 - 3 | 1 - 2 | 1 - 4 | 2 - 2 | 1 - 2 |
| Guayaquil City          | 1 - 1 | 1 - 1 | 0 - 2 | 1 - 3 | 1 - 2 | 0 - 1 | 1 - 0 | 1 - 1 |       | 0 - 1 | 1 - 0 | 1 - 1 | 4 - 2 | 3 - 0 | 3 - 1 | 2 - 1 |
| Independiente del Valle | 0 - 0 | 4 - 0 | 3 - 0 | 0 - 0 | 2 - 0 | 1 - 0 | 1 - 0 | 2 - 0 | 2 - 2 |       | 0 - 1 | 0 - 2 | 2 - 3 | 2 - 1 | 1 - 0 | 2 - 1 |
| Liga de Quito           | 1 - 0 | 0 - 1 | 2 - 0 | 1 - 1 | 2 - 2 | 2 - 0 | 2 - 1 | 5 - 2 | 4 - 0 | 1 - 1 |       | 1 - 1 | 4 - 0 | 3 - 2 | 0 - 0 | 1 - 5 |
| Macará                  | 1 - 0 | 3 - 0 | 0 - 0 | 1 - 1 | 1 - 1 | 0 - 1 | 2 - 1 | 5 - 1 | 2 - 0 | 1 - 1 | 3 - 0 |       | 1 - 1 | 1 - 1 | 2 - 0 | 1 - 0 |
| Mushuc Runa             | 2 - 1 | 1 - 2 | 5 - 1 | 2 - 0 | 1 - 1 | 0 - 1 | 0 - 2 | 3 - 0 | 3 - 2 | 0 - 2 | 0 - 4 | 1 - 1 |       | 1 - 4 | 3 - 4 | 1 - 1 |
| Olmedo                  | 1 - 0 | 2 - 1 | 1 - 2 | 2 - 2 | 2 - 1 | 0 - 2 | 3 - 1 | 1 - 0 | 1 - 1 | 1 - 0 | 0 - 2 | 0 - 2 | 1 - 1 |       | 0 - 2 | 0 - 0 |
| Técnico Universitario   | 3 - 2 | 3 - 2 | 0 - 3 | 1 - 2 | 1 - 2 | 0 - 2 | 2 - 2 | 2 - 1 | 4 - 4 | 1 - 1 | 0 - 2 | 0 - 2 | 3 - 0 | 0 - 3 |       | 1 - 2 |
| Universidad Católica    | 1 - 0 | 1 - 1 | 2 - 1 | 2 - 1 | 2 - 0 | 3 - 1 | 1 - 1 | 6 - 0 | 1 - 0 | 0 - 1 | 0 - 0 | 1 - 3 | 1 - 0 | 2 - 0 | 6 - 2 |       |

     Ganó equipo local
     Ganó equipo visitante
     Empate

#### Fase final
|  | Cuartos de final      | Cuartos de final                           | Cuartos de final      | Cuartos de final                   | Cuartos de final      |   |       | Semifinales                       | Semifinales                       | Semifinales                       | Semifinales                       | Semifinales                       |  |   | Final                                   | Final                | Final                | Final                | Final                |  |
|  | 23 al 28 de noviembre | 23 al 28 de noviembre                      | 23 al 28 de noviembre | 23 al 28 de noviembre              | 23 al 28 de noviembre |   |       | 30 de noviembre al 7 de diciembre | 30 de noviembre al 7 de diciembre | 30 de noviembre al 7 de diciembre | 30 de noviembre al 7 de diciembre | 30 de noviembre al 7 de diciembre |  |   | 11 y 15 de diciembre                    | 11 y 15 de diciembre | 11 y 15 de diciembre | 11 y 15 de diciembre | 11 y 15 de diciembre |  |
|  |                       |                                            |                       |                                    |                       |   |       |                                   |                                   |                                   |                                   |                                   |  |   |                                         |                      |                      |                      |                      |  |
|  |                       |                                            |                       |                                    |                       |   |       |                                   |                                   |                                   |                                   |                                   |  |   |                                         |                      |                      |                      |                      |  |
|  | 1                     | Macará (v. d.)                             | 2                     | 1                                  | 3                     |   |       |                                   |                                   |                                   |                                   |                                   |  |   |                                         |                      |                      |                      |                      |  |
|  | 1                     | Macará (v. d.)                             | 2                     | 1                                  | 3                     |   |       |                                   |                                   |                                   |                                   |                                   |  |   |                                         |                      |                      |                      |                      |  |
|  | 8                     | Emelec                                     | 1                     | 2                                  | 3                     |   |       |                                   |                                   |                                   |                                   |                                   |  |   |                                         |                      |                      |                      |                      |  |
|  | 8                     | Emelec                                     | 1                     | 2                                  | 3                     |   | 1     | Macará                            | 1                                 | 1                                 | 2                                 |                                   |  |   |                                         |                      |                      |                      |                      |  |
|  |                       |                                            |                       |                                    |                       |   | 1     | Macará                            | 1                                 | 1                                 | 2                                 |                                   |  |   |                                         |                      |                      |                      |                      |  |
|  |                       |                                            | 4                     | Archivo:Ícono Delfin SC.png Delfín | 2                     | 1 | 3     |                                   |                                   |                                   |                                   |                                   |  |   |                                         |                      |                      |                      |                      |  |
|  | 4                     | Archivo:Ícono Delfin SC.png Delfín (v. d.) | 4                     | Archivo:Ícono Delfin SC.png Delfín | 2                     | 1 | 3     | 0                                 | 2                                 | 2                                 |                                   |                                   |  |   |                                         |                      |                      |                      |                      |  |
|  | 4                     | Archivo:Ícono Delfin SC.png Delfín (v. d.) |                       |                                    |                       |   |       |                                   |                                   | 2                                 |                                   |                                   |  |   |                                         |                      |                      |                      |                      |  |
|  | 5                     | Independiente del Valle                    | 0                     | 2                                  | 2                     |   |       |                                   |                                   |                                   |                                   |                                   |  |   |                                         |                      |                      |                      |                      |  |
|  | 5                     | Independiente del Valle                    | 0                     | 2                                  | 2                     |   |       |                                   |                                   |                                   |                                   |                                   |  | 4 | Archivo:Ícono Delfin SC.png Delfín (p.) | 0                    | 0                    | 0 (2)                |                      |  |
|  |                       |                                            |                       |                                    |                       |   |       |                                   |                                   |                                   |                                   |                                   |  | 4 | Archivo:Ícono Delfin SC.png Delfín (p.) | 0                    | 0                    | 0 (2)                |                      |  |
|  |                       |                                            | 6                     | Liga de Quito                      | 0                     | 0 | 0 (1) |                                   |                                   |                                   |                                   |                                   |  |   |                                         |                      |                      |                      |                      |  |
|  | 3                     | Universidad Católica                       | 6                     | Liga de Quito                      | 0                     | 0 | 0 (1) | 3                                 | 0                                 | 3                                 |                                   |                                   |  |   |                                         |                      |                      |                      |                      |  |
|  | 3                     | Universidad Católica                       |                       |                                    |                       |   |       |                                   |                                   | 3                                 |                                   |                                   |  |   |                                         |                      |                      |                      |                      |  |
|  | 6                     | Liga de Quito                              | 2                     | 2                                  | 4                     |   |       |                                   |                                   |                                   |                                   |                                   |  |   |                                         |                      |                      |                      |                      |  |
|  | 6                     | Liga de Quito                              | 2                     | 2                                  | 4                     |   | 6     | Liga de Quito                     | 3                                 | 0                                 | 3                                 |                                   |  |   |                                         |                      |                      |                      |                      |  |
|  |                       |                                            |                       |                                    |                       |   | 6     | Liga de Quito                     | 3                                 | 0                                 | 3                                 |                                   |  |   |                                         |                      |                      |                      |                      |  |
|  |                       |                                            | 7                     | Aucas                              | 1                     | 0 | 1     |                                   |                                   |                                   |                                   |                                   |  |   |                                         |                      |                      |                      |                      |  |
|  | 2                     | Barcelona                                  | 7                     | Aucas                              | 1                     | 0 | 1     | 0                                 | 0                                 | 0                                 |                                   |                                   |  |   |                                         |                      |                      |                      |                      |  |
|  | 2                     | Barcelona                                  |                       |                                    |                       |   |       |                                   |                                   | 0                                 |                                   |                                   |  |   |                                         |                      |                      |                      |                      |  |
|  | 7                     | Aucas                                      | 1                     | 0                                  | 1                     |   |       |                                   |                                   |                                   |                                   |                                   |  |   |                                         |                      |                      |                      |                      |  |
|  | 7                     | Aucas                                      | 1                     | 0                                  | 1                     |   |       |                                   |                                   |                                   |                                   |                                   |  |   |                                         |                      |                      |                      |                      |  |
|  |                       |                                            |                       |                                    |                       |   |       |                                   |                                   |                                   |                                   |                                   |  |   |                                         |                      |                      |                      |                      |  |

- Nota: El equipo ubicado en la primera línea de cada llave es el que ejerció la localía en el partido de vuelta.

### Cuartos de final
| 24 de noviembre de 2019, 16:00 | Emelec    | 1:2 (1:1)                                     | Macará                      | Estadio Banco del Pacífico-Capwell, Guayaquil |                             |
|                                | Godoy 16' | FEF Reporte LigaPro Reporte Soccerway Reporte | J. Corozo 43' · Estrada 77' | Árbitro(s): Roberto Sánchez                   | Árbitro(s): Roberto Sánchez |

| 28 de noviembre de 2019, 19:30 | Macará                | 1:2 (0:1) (Global 3:3)                        | Emelec                   | Estadio Bellavista, Ambato |                        |
|                                | De La Cruz 84' (pen.) | FEF Reporte LigaPro Reporte Soccerway Reporte | Caicedo 45' · Pernía 80' | Árbitro(s): Diego Lara     | Árbitro(s): Diego Lara |

| 23 de noviembre de 2019, 17:15 | Aucas        | 1:0 (0:0)                                     | Barcelona | Estadio Gonzalo Pozo Ripalda, Quito |                               |
|                                | Figueroa 77' | FEF Reporte LigaPro Reporte Soccerway Reporte |           | Árbitro(s): José Luis Espinel       | Árbitro(s): José Luis Espinel |

| 27 de noviembre de 2019, 19:45 | Barcelona | 0:0 (Global 0:1)                              | Aucas | Estadio Monumental Banco Pichincha, Guayaquil |                         |
|                                |           | FEF Reporte LigaPro Reporte Soccerway Reporte |       | Árbitro(s): Marlon Vera                       | Árbitro(s): Marlon Vera |

| 23 de noviembre de 2019, 19:30 | Liga de Quito                  | 2:3 (0:1)                                     | Universidad Católica | Estadio Rodrigo Paz Delgado, Quito |                         |
|                                | Valencia 90' · Rodríguez 90+4' | FEF Reporte LigaPro Reporte Soccerway Reporte | Amarilla 13' 61' 62' | Árbitro(s): Marlon Vera            | Árbitro(s): Marlon Vera |

| 27 de noviembre de 2019, 17:30 | Universidad Católica | 0:2 (0:0) (Global 3:4)                        | Liga de Quito             | Estadio Olímpico Atahualpa, Quito |                             |
|                                |                      | FEF Reporte LigaPro Reporte Soccerway Reporte | Guerra 48' · J. Julio 58' | Árbitro(s): Roberto Sánchez       | Árbitro(s): Roberto Sánchez |

| 24 de noviembre de 2019, 18:15 | Independiente del Valle | 0:0                                           | Archivo:Ícono Delfin SC.png Delfín | Estadio General Rumiñahui, Sangolquí |                        |
|                                |                         | FEF Reporte LigaPro Reporte Soccerway Reporte |                                    | Árbitro(s): Diego Lara               | Árbitro(s): Diego Lara |

| 28 de noviembre de 2019, 15:30 | Delfín Archivo:Ícono Delfin SC.png | 2:2 (2:2) (Global 2:2)                        | Independiente del Valle | Estadio Jocay, Manta          |                               |
|                                | Noboa 7' · Ordóñez 16'             | FEF Reporte LigaPro Reporte Soccerway Reporte | Torres 19' 41'          | Árbitro(s): José Luis Espinel | Árbitro(s): José Luis Espinel |

### Semifinales
| 1 de diciembre de 2019, 15:30 | Delfín Archivo:Ícono Delfin SC.png | 2:1 (1:0)                                     | Macará        | Estadio Jocay, Manta    |                         |
|                               | Garcés 10' (pen.) · Piñatares 64'  | FEF Reporte LigaPro Reporte Soccerway Reporte | M. Corozo 61' | Árbitro(s): Marlon Vera | Árbitro(s): Marlon Vera |

| 7 de diciembre de 2019, 16:00 | Macará        | 1:1 (0:0) (Global 2:3)                        | Archivo:Ícono Delfin SC.png Delfín | Estadio Bellavista, Ambato     |                                |
|                               | M. Corozo 66' | FEF Reporte LigaPro Reporte Soccerway Reporte | Ordóñez 53'                        | Árbitro(s): Guillermo Guerrero | Árbitro(s): Guillermo Guerrero |

| 30 de noviembre de 2019, 19:00 | Aucas        | 1:3 (0:3)                                     | Liga de Quito                              | Estadio Gonzalo Pozo Ripalda, Quito |                                |
|                                | Figueroa 64' | FEF Reporte LigaPro Reporte Soccerway Reporte | J. Julio 20' · A. Julio 23' · Martínez 39' | Árbitro(s): Guillermo Guerrero      | Árbitro(s): Guillermo Guerrero |

| 7 de diciembre de 2019, 19:00 | Liga de Quito | 0:0 (Global 3:1)                              | Aucas | Estadio Rodrigo Paz Delgado, Quito |                               |
|                               |               | FEF Reporte LigaPro Reporte Soccerway Reporte |       | Árbitro(s): José Luis Espinel      | Árbitro(s): José Luis Espinel |

### Final
| 11 de diciembre de 2019, 19:30 | Liga de Quito | 0:0                                           | Archivo:Ícono Delfin SC.png Delfín | Estadio Rodrigo Paz Delgado, Quito |                         |
|                                |               | FEF Reporte LigaPro Reporte Soccerway Reporte |                                    | Árbitro(s): Marlon Vera            | Árbitro(s): Marlon Vera |

| 15 de diciembre de 2019, 15:00 | Delfín Archivo:Ícono Delfin SC.png         | 0:0 (2:1 p.)(Global 0:0)                      | Liga de Quito                                   | Estadio Jocay, Manta        |                             |
|                                |                                            | FEF Reporte LigaPro Reporte Soccerway Reporte |                                                 | Árbitro(s): Roberto Sánchez | Árbitro(s): Roberto Sánchez |
|                                |                                            | Tiros desde el punto penal                    |                                                 |                             |                             |
|                                | López · Piñatares · Cangá · Noboa · Garcés |                                               | Alcívar · Valencia · Caicedo · Ayoví · Martínez |                             |                             |

|                                          |
|                                          |
| Campeón Delfín Sporting Club 1.er título |

#### Tabla general
| Pos. | Equipo                             | Pts. | PJ | G  | E  | P  | GF | GC | Dif. |  |
| ---- | ---------------------------------- | ---- | -- | -- | -- | -- | -- | -- | ---- |  |
| 1    | Macará                             | 62   | 30 | 17 | 11 | 2  | 47 | 17 | +30  |  |
| 2    | Barcelona                          | 55   | 30 | 17 | 4  | 9  | 56 | 38 | +18  |  |
| 3    | Universidad Católica               | 53   | 30 | 16 | 5  | 9  | 48 | 29 | +19  |  |
| 4    | Archivo:Ícono Delfin SC.png Delfín | 53   | 30 | 15 | 8  | 7  | 46 | 33 | +13  |  |
| 5    | Independiente del Valle            | 52   | 30 | 15 | 7  | 8  | 41 | 29 | +12  |  |
| 6    | Liga de Quito                      | 49   | 30 | 13 | 10 | 7  | 46 | 30 | +16  |  |
| 7    | Aucas                              | 49   | 30 | 14 | 7  | 9  | 48 | 44 | +4   |  |
| 8    | Emelec                             | 46   | 30 | 14 | 4  | 12 | 43 | 30 | +13  |  |
| 9    | El Nacional                        | 44   | 30 | 13 | 6  | 11 | 41 | 34 | +7   |  |
| 10   | Deportivo Cuenca                   | 41   | 30 | 12 | 7  | 11 | 44 | 46 | −2   |  |
| 11   | Olmedo                             | 34   | 30 | 9  | 7  | 14 | 34 | 44 | −10  |  |
| 12   | Guayaquil City                     | 31   | 30 | 8  | 7  | 15 | 35 | 48 | −13  |  |
| 13   | Mushuc Runa                        | 30   | 30 | 8  | 6  | 16 | 36 | 58 | −22  |  |
| 14   | Técnico Universitario              | 29   | 30 | 8  | 5  | 17 | 40 | 60 | −20  |  |
| 15   | América de Quito                   | 25   | 30 | 6  | 7  | 17 | 26 | 41 | −15  |  |
| 16   | Fuerza Amarilla                    | 6    | 30 | 2  | 5  | 23 | 24 | 74 | −50  |  |

Actualizado a los partidos jugados el 3 de noviembre de 2019.
 Fuente: LigaPro
Notas:
1. ↑  El Nacional fue sancionado con la pérdida de 1 punto debido al incumplimiento en la entrega de roles y/o planillas de aportes al IESS del mes de agosto.[1][2]
2. ↑  Deportivo Cuenca fue sancionado con la pérdida de 2 puntos, uno debido al incumplimiento en la entrega de roles y/o planillas de aportes al IESS del mes de mayo[5] y otro por el mes de septiembre.[15]
3. ↑  Fuerza Amarilla fue sancionado con la pérdida de 5 puntos, 4 debido al incumplimiento en la entrega de roles y/o planillas de aportes al IESS[4] y 1 punto por la no presentación de los roles de pago del mes de mayo.[5]

1. ↑  Copa Ecuador (CC): El Nacional clasificó como Ecuador 4 a la Copa Sudamericana 2020 mediante la plaza que entrega la Copa Ecuador 2018-19, dado que los 4 semifinalistas clasificaron mediante su posición en la tabla general, el cupo que otorga la Copa Ecuador pasó al 9.° clasificado de la LigaPro Banco Pichincha 2019.[13][14]

|  | Campeón de la Copa Sudamericana 2019, clasificado a la fase de grupos de Copa Libertadores 2020. |
|  | Campeón, clasificado a la fase de grupos de Copa Libertadores 2020.                              |
|  | Subcampeón, clasificado a la fase de grupos de Copa Libertadores 2020.                           |
|  | Clasificado a la segunda fase clasificatoria de Copa Libertadores 2020.                          |
|  | Clasificado a la primera fase clasificatoria de Copa Libertadores 2020.                          |
|  | Clasificado a la primera fase de Copa Sudamericana 2020.                                         |
|  | Descendieron a la Serie B 2020.                                                                  |

### Serie B (LigaPro Banco Pichincha Pymes)

#### Primera etapa
Clasificación
| Pos. | Equipo                 | Pts. | PJ | G  | E | P  | GF | GC | Dif. |  |
| ---- | ---------------------- | ---- | -- | -- | - | -- | -- | -- | ---- |  |
| 1    | Independiente Juniors  | 39   | 18 | 12 | 3 | 3  | 27 | 14 | +13  |  |
| 2    | Santa Rita             | 35   | 18 | 9  | 8 | 1  | 20 | 10 | +10  |  |
| 3    | Orense                 | 34   | 18 | 10 | 4 | 4  | 28 | 12 | +16  |  |
| 4    | Manta                  | 31   | 18 | 8  | 7 | 3  | 25 | 14 | +11  |  |
| 5    | Liga de Portoviejo     | 27   | 18 | 6  | 9 | 3  | 19 | 9  | +10  |  |
| 6    | Atlético Santo Domingo | 24   | 18 | 7  | 3 | 8  | 18 | 20 | −2   |  |
| 7    | Atlético Porteño       | 23   | 18 | 5  | 8 | 5  | 17 | 15 | +2   |  |
| 8    | Gualaceo               | 18   | 18 | 4  | 6 | 8  | 15 | 17 | −2   |  |
| 9    | Liga de Loja           | 12   | 18 | 3  | 3 | 12 | 17 | 32 | −15  |  |
| 10   | Clan Juvenil           | 0    | 18 | 0  | 1 | 17 | 5  | 48 | −43  |  |

Actualizado a los partidos jugados el 16 de julio de 2019.
 Fuente: LigaPro
Notas:
1. ↑  Al Club Clan Juvenil se le restaron 7 puntos, de los cuales 3 puntos son debido a una sanción de la Cámara de Mediación y Resolución de Disputas de la FEF[16] y 4 puntos debido al incumplimiento en la entrega de roles y/o planillas de aportes al IESS.[17] Además por problemas administrativos y económicos perdió la categoría.

|  | Perdió la categoría. |

#### Segunda etapa
Clasificación
| Pos. | Equipo                 | Pts. | PJ | G | E | P  | GF | GC | Dif. |  |
| ---- | ---------------------- | ---- | -- | - | - | -- | -- | -- | ---- |  |
| 1    | Orense                 | 34   | 18 | 9 | 7 | 2  | 29 | 14 | +15  |  |
| 2    | Liga de Portoviejo     | 32   | 18 | 8 | 8 | 2  | 30 | 14 | +16  |  |
| 3    | Gualaceo               | 32   | 18 | 9 | 6 | 3  | 20 | 10 | +10  |  |
| 4    | Manta                  | 28   | 18 | 8 | 4 | 6  | 23 | 17 | +6   |  |
| 5    | Independiente Juniors  | 27   | 18 | 7 | 6 | 5  | 21 | 15 | +6   |  |
| 6    | Santa Rita             | 24   | 18 | 6 | 7 | 5  | 19 | 12 | +7   |  |
| 7    | Atlético Porteño       | 19   | 18 | 5 | 4 | 9  | 19 | 20 | −1   |  |
| 8    | Atlético Santo Domingo | 17   | 18 | 4 | 5 | 9  | 14 | 21 | −7   |  |
| 9    | Liga de Loja           | 16   | 18 | 4 | 5 | 9  | 15 | 31 | −16  |  |
| 10   | Clan Juvenil           | 4    | 18 | 3 | 2 | 13 | 7  | 41 | −34  |  |

Actualizado a los partidos jugados el 27 de noviembre de 2019.
 Fuente: LigaPro
Notas:
1. ↑  Gualaceo fue sancionado con la pérdida de 1 punto debido al incumplimiento de roles de pago y/o planillas de aportes al IESS del mes de septiembre.[15]
2. ↑  Santa Rita fue sancionado con la pérdida de 1 punto debido al incumplimiento de roles de pago y/o planillas de aportes al IESS del mes de mayo.[5][15]
3. ↑  Liga de Loja fue sancionado con la pérdida de 1 punto debido al incumplimiento de roles de pago y/o planillas de aportes al IESS del mes de septiembre.[15]
4. ↑  Al Club Clan Juvenil se le restaron 7 puntos, de los cuales 6 fueron debido al incumplimiento en la entrega de roles de pago y/o planillas de aportes al IESS de los meses de marzo, abril y mayo[5] y 1 por el mes de junio.[18] Además por problemas administrativos y económicos perdió la categoría.[19][20][21]

|  | Perdió la categoría. |

#### Tabla acumulada
Clasificación
| Pos. | Equipo                 | Pts. | PJ | G  | E  | P  | GF | GC | Dif. |  |
| ---- | ---------------------- | ---- | -- | -- | -- | -- | -- | -- | ---- |  |
| 1    | Orense                 | 68   | 36 | 19 | 11 | 6  | 57 | 26 | +31  |  |
| 2    | Independiente Juniors  | 66   | 36 | 19 | 9  | 8  | 48 | 29 | +19  |  |
| 3    | Liga de Portoviejo     | 59   | 36 | 14 | 17 | 5  | 49 | 23 | +26  |  |
| 4    | Manta                  | 59   | 36 | 16 | 11 | 9  | 48 | 31 | +17  |  |
| 5    | Santa Rita             | 59   | 36 | 15 | 15 | 6  | 39 | 22 | +17  |  |
| 6    | Gualaceo               | 50   | 36 | 13 | 12 | 11 | 35 | 27 | +8   |  |
| 7    | Atlético Porteño       | 42   | 36 | 10 | 12 | 14 | 35 | 36 | −1   |  |
| 8    | Atlético Santo Domingo | 41   | 36 | 11 | 8  | 17 | 32 | 41 | −9   |  |
| 9    | Liga de Loja           | 28   | 36 | 7  | 8  | 21 | 32 | 63 | −31  |  |
| 10   | Clan Juvenil           | 0    | 36 | 3  | 3  | 30 | 12 | 89 | −77  |  |

Actualizado a los partidos jugados el 27 de noviembre de 2019.
 Fuente: LigaPro
Notas:
1. ↑  Santa Rita fue sancionado con la pérdida de 1 punto debido al incumplimiento de roles de pago y/o planillas de aportes al IESS del mes de mayo.[5][15]
2. ↑  Gualaceo fue sancionado con la pérdida de 1 punto debido al incumplimiento de roles de pago y/o planillas de aportes al IESS del mes de septiembre.[15]
3. ↑  Liga de Loja fue sancionado con la pérdida de 1 punto debido al incumplimiento de roles de pago y/o planillas de aportes al IESS del mes de septiembre.[15]
4. ↑  Al Club Clan Juvenil se le restaron 14 puntos, de los cuales 3 fueron debido a una sanción de la Cámara de Mediación y Resolución de Disputas de la FEF,[16] 4 puntos debido al incumplimiento en la entrega de roles y/o planillas de aportes al IESS,[4] 6 puntos por la no presentación de roles de pago de los meses de marzo, abril y mayo[5] y 1 por no presentar roles y/o planillas de aportes al IESS del mes de junio.[18] Además por problemas administrativos y económicos perdió la categoría.[19][20][21]

|  | Clasificados a los play-offs.          |
|  | Desciende a la Segunda Categoría 2020. |
|  | Perdió la categoría.                   |

#### Fase final
|  | Semifinales        | Semifinales           | Semifinales        | Semifinales        | Semifinales        |   |   | Final                | Final                | Final                | Final                | Final                |  |
|  | 3 y 8 de diciembre | 3 y 8 de diciembre    | 3 y 8 de diciembre | 3 y 8 de diciembre | 3 y 8 de diciembre |   |   | 11 y 14 de diciembre | 11 y 14 de diciembre | 11 y 14 de diciembre | 11 y 14 de diciembre | 11 y 14 de diciembre |  |
|  |                    |                       |                    |                    |                    |   |   |                      |                      |                      |                      |                      |  |
|  |                    |                       |                    |                    |                    |   |   |                      |                      |                      |                      |                      |  |
|  | 1                  | Orense                | 2                  | 2                  | 4                  |   |   |                      |                      |                      |                      |                      |  |
|  | 1                  | Orense                | 2                  | 2                  | 4                  |   |   |                      |                      |                      |                      |                      |  |
|  | 4                  | Manta                 | 2                  | 1                  | 3                  |   |   |                      |                      |                      |                      |                      |  |
|  | 4                  | Manta                 | 2                  | 1                  | 3                  |   | 1 | Orense               | 2                    | 2                    | 4                    |                      |  |
|  |                    |                       |                    |                    |                    |   | 1 | Orense               | 2                    | 2                    | 4                    |                      |  |
|  |                    |                       | 3                  | Liga de Portoviejo | 1                  | 2 | 3 |                      |                      |                      |                      |                      |  |
|  | 2                  | Independiente Juniors | 3                  | Liga de Portoviejo | 1                  | 2 | 3 | 1                    | 0                    | 1                    |                      |                      |  |
|  | 2                  | Independiente Juniors |                    |                    |                    |   |   | 1                    | 0                    | 1                    |                      |                      |  |
|  | 3                  | Liga de Portoviejo    | 2                  | 0                  | 2                  |   |   |                      |                      |                      |                      |                      |  |
|  | 3                  | Liga de Portoviejo    | 2                  | 0                  | 2                  |   |   |                      |                      |                      |                      |                      |  |
|  |                    |                       |                    |                    |                    |   |   |                      |                      |                      |                      |                      |  |

- Nota : El equipo ubicado en la primera línea de cada llave es el que ejerció la localía en el partido de vuelta.

### Semifinales
| 3 de diciembre de 2019, 15:30 | Manta          | 2:2 (0:2)                                     | Orense                       | Estadio Jocay, Manta           |                                |
|                               | García 56' 60' | FEF Reporte LigaPro Reporte Soccerway Reporte | Espinola 25' · Rodríguez 37' | Árbitro(s): Guillermo Guerrero | Árbitro(s): Guillermo Guerrero |

| 8 de diciembre de 2019, 15:30 | Orense                    | 2:1 (1:0) (Global 4:3)                        | Manta      | Estadio 9 de Mayo, Machala |                         |
|                               | Alman 32' · Caicedo 90+3' | FEF Reporte LigaPro Reporte Soccerway Reporte | Bonett 70' | Árbitro(s): Marlon Vera    | Árbitro(s): Marlon Vera |

| 3 de diciembre de 2019, 15:30 | Liga de Portoviejo                | 2:1 (2:0)                                     | Independiente Juniors | Estadio Reales Tamarindos, Portoviejo |                             |
|                               | Quiñónez 26' (pen.) · Laurito 27' | FEF Reporte LigaPro Reporte Soccerway Reporte | Jaramillo 79' (pen.)  | Árbitro(s): Roberto Sánchez           | Árbitro(s): Roberto Sánchez |

| 8 de diciembre de 2019, 15:30 | Independiente Juniors | 0:0 (Global 1:2)                              | Liga de Portoviejo | Estadio General Rumiñahui, Sangolquí |                          |
| |                       | FEF Reporte LigaPro Reporte Soccerway Reporte |                    | Árbitro(s): Óscar Proaño             | Árbitro(s): Óscar Proaño |
| El partido se suspendió durante 1 hora y 50 minutos a los 23 minutos del primer tiempo debido al granizo y fuerte lluvia que cayó sobre el Estadio Rumiñahui. |                       |                                               |                    |                                      |                          |

### Final
| 11 de diciembre de 2019, 15:30 | Liga de Portoviejo | 1:2 (0:2)                                     | Orense                 | Estadio Reales Tamarindos, Portoviejo |                         |
|                                | Laurito 46'        | FEF Reporte LigaPro Reporte Soccerway Reporte | Espinola 7' (pen.) 30' | Árbitro(s): Carlos Orbe               | Árbitro(s): Carlos Orbe |

| 14 de diciembre de 2019, 15:00 | Orense                          | 2:2 (1:1) (Global 4:3)                        | Liga de Portoviejo          | Estadio 9 de Mayo, Machala    |                               |
|                                | Espinola 13' (pen.) · Alman 85' | FEF Reporte LigaPro Reporte Soccerway Reporte | Quiñónez 16' · Ushiña 90+3' | Árbitro(s): José Luis Espinel | Árbitro(s): José Luis Espinel |

|                                                                               |
| Campeón Orense Sporting Club 1.er título Asciende a la Serie A                |
| También asciende Liga Deportiva Universitaria de Portoviejo como vicecampeón. |

### Segunda categoría

#### Torneos provinciales

##### Azuay
Fase final
|  | Semifinales     | Semifinales     | Semifinales     | Semifinales     |   |               | Final         | Final       | Final       |  |
|  | 7 y 14 de julio | 7 y 14 de julio | 7 y 14 de julio | 7 y 14 de julio |   |               | 20 de julio   | 20 de julio | 20 de julio |  |
|  |                 |                 |                 |                 |   |               |               |             |             |  |
|  |                 |                 |                 |                 |   |               |               |             |             |  |
|  | Estrella Roja   | Estrella Roja   | 3               | 2               |   |               |               |             |             |  |
|  | Estrella Roja   | Estrella Roja   | 3               | 2               |   |               |               |             |             |  |
|  | Tecni Club      | Tecni Club      | 2               | 0               |   |               |               |             |             |  |
|  | Tecni Club      | Tecni Club      | 2               | 0               |   | Estrella Roja | Estrella Roja | 0           |             |  |
|  |                 |                 |                 |                 |   | Estrella Roja | Estrella Roja | 0           |             |  |
|  |                 |                 | La Gloria       | La Gloria       | 2 |               |               |             |             |  |
|  | Cuenca          | Cuenca          | La Gloria       | La Gloria       | 2 | 0             | 1             |             |             |  |
|  | Cuenca          | Cuenca          |                 |                 |   | 0             | 1             |             |             |  |
|  | La Gloria       | La Gloria       | 0               | 2               |   |               |               |             |             |  |
|  | La Gloria       | La Gloria       | 0               | 2               |   |               |               |             |             |  |
|  |                 |                 |                 |                 |   |               |               |             |             |  |

##### Bolívar
Clasificación
| Pos. | Equipo              | Pts. | PJ | G | E | P | GF | GC | Dif. | Clasificación              |
| ---- | ------------------- | ---- | -- | - | - | - | -- | -- | ---- | -------------------------- |
| 1    | Unibolívar          | 30   | 12 | 9 | 3 | 0 | 59 | 9  | +50  | Campeón y zonales 2019     |
| 2    | Juventud Minera     | 27   | 12 | 8 | 3 | 1 | 41 | 11 | +30  | Vicecampeón y zonales 2019 |
| 3    | Mineros             | 27   | 12 | 8 | 3 | 1 | 33 | 6  | +27  |                            |
| 4    | Ñucanchik Pura      | 13   | 12 | 4 | 1 | 7 | 14 | 36 | −22  |                            |
| 5    | Primero de Mayo     | 9    | 12 | 3 | 0 | 9 | 14 | 38 | −24  |                            |
| 6    | San Luis            | 7    | 11 | 2 | 1 | 8 | 11 | 30 | −19  |                            |
| 7    | Deportivo Echeandía | 4    | 11 | 1 | 1 | 9 | 3  | 45 | −42  |                            |

Actualizado a los partidos jugados el 20 de julio de 2019.
 Fuente: @TotalFutbol_EC, ecuafutbol.org
Criterios de clasificación: 1) Puntos; 2) Diferencia de goles; 3) Goles marcados

##### Cañar
Fase final
|  | Semifinales      | Semifinales      | Semifinales      | Semifinales      |   |               | Final            | Final            | Final            | Final            |  |
|  | 10 y 14 de julio | 10 y 14 de julio | 10 y 14 de julio | 10 y 14 de julio |   |               | 17 y 21 de julio | 17 y 21 de julio | 17 y 21 de julio | 17 y 21 de julio |  |
|  |                  |                  |                  |                  |   |               |                  |                  |                  |                  |  |
|  |                  |                  |                  |                  |   |               |                  |                  |                  |                  |  |
|  | San Francisco    | San Francisco    | 2                | 6                |   |               |                  |                  |                  |                  |  |
|  | San Francisco    | San Francisco    | 2                | 6                |   |               |                  |                  |                  |                  |  |
|  | Triunfo City     | Triunfo City     | 1                | 0                |   |               |                  |                  |                  |                  |  |
|  | Triunfo City     | Triunfo City     | 1                | 0                |   | San Francisco | San Francisco    | 1                | 2                |                  |  |
|  |                  |                  |                  |                  |   | San Francisco | San Francisco    | 1                | 2                |                  |  |
|  |                  |                  | D' León          | D' León          | 0 | 1             |                  |                  |                  |                  |  |
|  | D' León          | D' León          | D' León          | D' León          | 0 | 1             | 2                | 1                |                  |                  |  |
|  | D' León          | D' León          |                  |                  |   |               | 2                | 1                |                  |                  |  |
|  | Canteros Aliados | Canteros Aliados | 2                | 0                |   |               |                  |                  |                  |                  |  |
|  | Canteros Aliados | Canteros Aliados | 2                | 0                |   |               |                  |                  |                  |                  |  |
|  |                  |                  |                  |                  |   |               |                  |                  |                  |                  |  |

##### Carchi
Clasificación
|  |    | Equipo          | PJ | PG | PE | PP | GF | GC | DG | PTS |
|  | -- | --------------- | -- | -- | -- | -- | -- | -- | -- | --- |
|  | 1. | Atlético Huaca  | 5  | 4  | 0  | 1  | 14 | 6  | +8 | 12  |
|  | 2. | Dunamis         | 6  | 1  | 2  | 2  | 5  | 8  | -3 | 5   |
|  | 3. | Carchi 04 F. C. | 5  | 1  | 2  | 3  | 8  | 13 | -5 | 5   |

##### Chimborazo
Clasificación
| Pos. | Equipo                  | Pts. | PJ | G | E | P | GF | GC | Dif. | Clasificación              |
| ---- | ----------------------- | ---- | -- | - | - | - | -- | -- | ---- | -------------------------- |
| 1    | Alianza                 | 28   | 10 | 9 | 1 | 0 | 32 | 8  | +24  | Campeón y zonales 2019     |
| 2    | Deportivo Guano         | 25   | 10 | 8 | 1 | 1 | 53 | 11 | +42  | Vicecampeón y zonales 2019 |
| 3    | Star Club               | 12   | 9  | 4 | 0 | 5 | 9  | 11 | −2   |                            |
| 4    | Independiente San Pedro | 9    | 8  | 3 | 0 | 5 | 8  | 14 | −6   |                            |
| 5    | Darwin                  | 9    | 10 | 3 | 0 | 7 | 14 | 31 | −17  |                            |
| 6    | Estudiantes de La Plata | 0    | 9  | 0 | 0 | 9 | 4  | 45 | −41  |                            |

Actualizado a los partidos jugados el 21 de julio de 2019.
 Fuente: @roldan_jimmy
Criterios de clasificación: 1) Puntos; 2) Diferencia de goles; 3) Goles marcados

##### Cotopaxi
Clasificación
| Pos. | Equipo             | Pts. | PJ | G  | E | P  | GF | GC  | Dif. | Clasificación              |
| ---- | ------------------ | ---- | -- | -- | - | -- | -- | --- | ---- | -------------------------- |
| 1    | La Unión           | 43   | 17 | 14 | 1 | 2  | 42 | 10  | +32  | Campeón y zonales 2019     |
| 2    | Geinco             | 36   | 18 | 11 | 3 | 4  | 55 | 9   | +46  | Vicecampeón y zonales 2019 |
| 3    | Atlético Saquisilí | 36   | 18 | 11 | 3 | 4  | 65 | 21  | +44  |                            |
| 4    | Flamengo           | 26   | 18 | 7  | 5 | 6  | 46 | 28  | +18  |                            |
| 5    | Norte América      | 26   | 16 | 8  | 2 | 6  | 26 | 19  | +7   |                            |
| 6    | U.T. de Cotopaxi   | 24   | 16 | 7  | 3 | 6  | 46 | 30  | +16  |                            |
| 7    | Juventud           | 23   | 16 | 7  | 2 | 7  | 38 | 28  | +10  |                            |
| 8    | Atlético Kin       | 19   | 16 | 6  | 1 | 9  | 23 | 35  | −12  |                            |
| 9    | Salcedo City       | 6    | 17 | 2  | 0 | 15 | 12 | 51  | −39  |                            |
| 10   | Panamericana       | 3    | 16 | 1  | 0 | 15 | 10 | 132 | −122 |                            |

Actualizado a los partidos jugados el 14 de julio de 2019.
 Fuente: @xerazo90, @AFPC12
Criterios de clasificación: 1) Puntos; 2) Diferencia de goles; 3) Goles marcados

##### El Oro
Final
| Fecha                      | Lugar    | Local  |  | Resultado     |  | Visitante |
| -------------------------- | -------- | ------ |  | ------------- |  | --------- |
| 30 de junio de 2019, 15:30 | El Guabo | Santos |  | 1 – 1         |  | Parma     |
| 6 de julio de 2019, 15:00  | Machala  | Parma  |  | (4) 0 – 0 (3) |  | Santos    |

##### Esmeraldas
Hexagonal final
| Pos. | Equipo           | Pts. | PJ | G | E | P | GF | GC | Dif. | Clasificación              |
| ---- | ---------------- | ---- | -- | - | - | - | -- | -- | ---- | -------------------------- |
| 1    | Vargas Torres    | 26   | 10 | 8 | 2 | 0 | 19 | 1  | +18  | Campeón y zonales 2019     |
| 2    | Esmeraldas F. C. | 24   | 10 | 7 | 3 | 0 | 19 | 2  | +17  | Vicecampeón y zonales 2019 |
| 3    | Brasilia         | 10   | 9  | 3 | 1 | 5 | 8  | 14 | −6   |                            |
| 4    | Esmeraldas S. C. | 9    | 10 | 2 | 3 | 5 | 8  | 15 | −7   |                            |
| 5    | Rocafuerte       | 8    | 10 | 2 | 2 | 6 | 8  | 20 | −12  | Excluido del torneo        |
| 6    | UDJ de Quinindé  | 4    | 9  | 1 | 1 | 7 | 5  | 15 | −10  |                            |

Actualizado a los partidos jugados el 20 de julio de 2019.
 Fuente: La Hora Esmeraldas
Criterios de clasificación: 1) Puntos; 2) Diferencia de goles; 3) Goles marcados

##### Guayas
Cuadrangular final
| Pos. | Equipo               | Pts. | PJ | G | E | P | GF | GC | Dif. | Clasificación              |
| ---- | -------------------- | ---- | -- | - | - | - | -- | -- | ---- | -------------------------- |
| 1    | 9 de Octubre         | 18   | 6  | 6 | 0 | 0 | 26 | 5  | +21  | Campeón y zonales 2019     |
| 2    | Patria               | 12   | 6  | 4 | 0 | 2 | 11 | 9  | +2   | Vicecampeón y zonales 2019 |
| 3    | Atlético Samborondón | 3    | 5  | 1 | 0 | 4 | 3  | 11 | −8   |                            |
| 4    | Everest              | 0    | 5  | 0 | 0 | 5 | 3  | 18 | −15  |                            |

Actualizado a los partidos jugados el 13 de julio de 2019.
 Fuente: @AsoGuayas
Criterios de clasificación: 1) Puntos; 2) Diferencia de goles; 3) Goles marcados

##### Imbabura
Clasificación
| Pos. | Equipo           | Pts. | PJ | G | E | P  | GF | GC | Dif. | Clasificación              |
| ---- | ---------------- | ---- | -- | - | - | -- | -- | -- | ---- | -------------------------- |
| 1    | Otavalo          | 32   | 14 | 9 | 5 | 0  | 31 | 9  | +22  | Campeón y zonales 2019     |
| 2    | Imbabura         | 26   | 14 | 9 | 5 | 0  | 45 | 8  | +37  | Vicecampeón y zonales 2019 |
| 3    | Leones del Norte | 22   | 13 | 6 | 4 | 3  | 37 | 20 | +17  |                            |
| 4    | Quiteños         | 20   | 13 | 5 | 5 | 3  | 18 | 14 | +4   |                            |
| 5    | La Cantera       | 16   | 14 | 5 | 1 | 8  | 21 | 36 | −15  |                            |
| 6    | San Antonio      | 14   | 13 | 3 | 5 | 5  | 27 | 16 | +11  |                            |
| 7    | Chivos           | 11   | 14 | 3 | 2 | 9  | 16 | 46 | −30  |                            |
| 8    | Deportivo Ibarra | 1    | 13 | 0 | 1 | 12 | 13 | 59 | −46  |                            |

Actualizado a los partidos jugados el 21 de julio de 2019.
 Fuente: @DavidRosasV @quitenos_fc
Criterios de clasificación: 1) Puntos; 2) Diferencia de goles; 3) Goles marcados
Notas:
1. ↑  Imbabura Sporting Club debido a una sanción interna de la AFI se le redujo 6 puntos.

##### Loja
Clasificación
| Pos. | Equipo                  | Pts. | PJ | G | E | P | GF | GC | Dif. | Clasificación              |
| ---- | ----------------------- | ---- | -- | - | - | - | -- | -- | ---- | -------------------------- |
| 1    | Loja Federal            | 24   | 10 | 8 | 0 | 2 | 32 | 10 | +22  | Campeón y zonales 2019     |
| 2    | Independiente de Pindal | 24   | 10 | 8 | 0 | 2 | 31 | 9  | +22  | Vicecampeón y zonales 2019 |
| 3    | Deportivo Chinchipe     | 13   | 9  | 6 | 1 | 2 | 17 | 8  | +9   |                            |
| 4    | Valle Catamayo          | 7    | 9  | 2 | 1 | 6 | 2  | 12 | −10  |                            |
| 5    | Sport Villarreal        | 7    | 9  | 2 | 1 | 6 | 6  | 27 | −21  |                            |
| 6    | Sportivo Loja           | 1    | 9  | 0 | 1 | 8 | 3  | 25 | −22  |                            |

Actualizado a los partidos jugados el 14 de julio de 2019.
 Fuente: @Joslui13
Criterios de clasificación: 1) Puntos; 2) Diferencia de goles; 3) Goles marcados
Notas:
1. ↑  Deportivo Chinchipe fue sancionado con la pérdida de 6 puntos por hacer actuar ante el Club Loja Federal en la fecha 9 al jugador Wanner Estupiñán que estaba suspendido, se le redujo 3 puntos como sanción y 3 puntos conseguidos en dicho partido (victoria 3-2).

##### Los Ríos
Hexagonal final
| Pos. | Equipo            | Pts. | PJ | G | E | P | GF | GC | Dif. | Clasificación              |
| ---- | ----------------- | ---- | -- | - | - | - | -- | -- | ---- | -------------------------- |
| 1    | Venecia           | 26   | 10 | 8 | 2 | 0 | 31 | 7  | +24  | Campeón y zonales 2019     |
| 2    | Deportivo Quevedo | 24   | 10 | 7 | 3 | 0 | 30 | 7  | +23  | Vicecampeón y zonales 2019 |
| 3    | Insutec           | 12   | 9  | 3 | 3 | 3 | 12 | 12 | 0    |                            |
| 4    | Ciudad de Quevedo | 10   | 10 | 3 | 1 | 6 | 16 | 17 | −1   |                            |
| 5    | Corinthians       | 9    | 10 | 2 | 3 | 5 | 19 | 18 | +1   |                            |
| 6    | Río Babahoyo      | 0    | 9  | 0 | 0 | 9 | 6  | 53 | −47  |                            |

Actualizado a los partidos jugados el 20 de julio de 2019.
 Fuente: Aso Fútbol Los Ríos
Criterios de clasificación: 1) Puntos; 2) Diferencia de goles; 3) Goles marcados

##### Manabí
Final
| Fecha               | Lugar      | Local             |  | Resultado |  | Visitante         |
| ------------------- | ---------- | ----------------- |  | --------- |  | ----------------- |
| 6 de julio de 2019  | Portoviejo | Juventud Italiana |  | 1 – 2     |  | La Paz            |
| 13 de julio de 2019 | Manta      | La Paz            |  | 2 – 1     |  | Juventud Italiana |

##### Morona Santiago
Clasificación
|  |    | Equipo           | PJ | PG | PE | PP | GF | GC | DG  | PTS |
|  | -- | ---------------- | -- | -- | -- | -- | -- | -- | --- | --- |
|  | 1. | Deportivo Morona | 7  | 6  | 1  | 0  | 19 | 5  | +14 | 19  |
|  | 2. | L. D. J. (Macas) | 6  | 3  | 0  | 3  | 10 | 8  | +2  | 9   |
|  | 3. | Municipal Sucúa  | 7  | 0  | 1  | 6  | 4  | 18 | -14 | 1   |

##### Orellana
Final
| Fecha                      | Lugar                 | Local    |  | Resultado |  | Visitante      |
| -------------------------- | --------------------- | -------- |  | --------- |  | -------------- |
| 21 de julio de 2019, 14:00 | La Joya de los Sachas | Anaconda |  | 1 – 0     |  | Deportivo Coca |

##### Pastaza
Triangular final
|  |    | Equipo       | PJ | PG | PE | PP | GF | GC | DG | PTS |
|  | -- | ------------ | -- | -- | -- | -- | -- | -- | -- | --- |
|  | 1. | El Recreo    | 4  | 3  | 0  | 1  | 7  | 3  | +4 | 9   |
|  | 2. | Danubio      | 4  | 2  | 0  | 2  | 8  | 7  | +1 | 6   |
|  | 2. | Mera Pastaza | 4  | 1  | 0  | 3  | 6  | 11 | -5 | 3   |

##### Pichincha
Clasificación
| Pos. | Equipo          | Pts. | PJ | G  | E | P  | GF | GC | Dif. | Clasificación              |
| ---- | --------------- | ---- | -- | -- | - | -- | -- | -- | ---- | -------------------------- |
| 1    | Cumbayá         | 43   | 18 | 13 | 4 | 1  | 45 | 10 | +35  | Campeón y zonales 2019     |
| 2    | Espoli          | 39   | 18 | 12 | 3 | 3  | 50 | 19 | +31  | Vicecampeón y zonales 2019 |
| 3    | Cuniburo        | 34   | 18 | 10 | 4 | 4  | 49 | 24 | +25  |                            |
| 4    | Rayo            | 30   | 18 | 10 | 3 | 5  | 53 | 21 | +32  |                            |
| 5    | JI de Tabacundo | 28   | 18 | 7  | 7 | 4  | 26 | 25 | +1   |                            |
| 6    | USFQ            | 22   | 18 | 6  | 4 | 8  | 25 | 27 | −2   |                            |
| 7    | Rumiñahui       | 16   | 18 | 4  | 4 | 10 | 26 | 47 | −21  |                            |
| 8    | Da Encarnacao   | 16   | 18 | 4  | 4 | 10 | 18 | 39 | −21  |                            |
| 9    | Sandino         | 14   | 18 | 3  | 5 | 10 | 22 | 39 | −17  |                            |
| 10   | Galácticos F.C. | 2    | 18 | 1  | 2 | 15 | 14 | 77 | −63  |                            |

Actualizado a los partidos jugados el 22 de julio de 2019.
 Fuente: AFNA Pichincha, @TotalFutbol_EC
Criterios de clasificación: 1) Puntos; 2) Diferencia de goles; 3) Goles marcados
Notas:
1. ↑  Sociedad Deportiva Rayo fue sancionado con la reducción de 3 puntos.
2. ↑  Galácticos Fútbol Club fue sancionado con la reducción de 3 puntos.

##### Santa Elena
Clasificación
|  |    | Equipo              | PJ | PG | PE | PP | GF | GC | DG  | PTS |
|  | -- | ------------------- | -- | -- | -- | -- | -- | -- | --- | --- |
|  | 1. | Carlos Borbor Reyes | 8  | 6  | 1  | 1  | 22 | 8  | +14 | 16  |
|  | 2. | Sport Bilbao        | 7  | 2  | 2  | 3  | 10 | 10 | 0   | 8   |
|  | 3. | Dreamers            | 7  | 1  | 1  | 5  | 9  | 23 | -14 | 4   |

##### Santo Domingo de los Tsáchilas
Fase final
|  | Semifinales             | Semifinales             | Semifinales      |            |            | Final       | Final       | Final       |  |
|  | 13 y 14 de julio        | 13 y 14 de julio        | 13 y 14 de julio |            |            | 21 de julio | 21 de julio | 21 de julio |  |
|  |                         |                         |                  |            |            |             |             |             |  |
|  |                         |                         |                  |            |            |             |             |             |  |
|  | 3 de Julio              | 3 de Julio              | 4                |            |            |             |             |             |  |
|  | 3 de Julio              | 3 de Julio              | 4                |            |            |             |             |             |  |
|  | Deportivo Santo Domingo | Deportivo Santo Domingo | 0                |            |            |             |             |             |  |
|  | Deportivo Santo Domingo | Deportivo Santo Domingo | 0                |            | 3 de Julio | 3 de Julio  | 3           |             |  |
|  |                         |                         |                  |            | 3 de Julio | 3 de Julio  | 3           |             |  |
|  |                         |                         | San Rafael       | San Rafael | 0          |             |             |             |  |
|  | San Rafael (p.)         | San Rafael (p.)         | San Rafael       | San Rafael | 0          | 2 (3)       |             |             |  |
|  | San Rafael (p.)         | San Rafael (p.)         |                  |            |            | 2 (3)       |             |             |  |
|  | Águilas                 | Águilas                 | 2 (1)            |            |            |             |             |             |  |
|  | Águilas                 | Águilas                 | 2 (1)            |            |            |             |             |             |  |
|  |                         |                         |                  |            |            |             |             |             |  |

##### Sucumbíos
Clasificación
|  |    | Equipo             | PJ | PG | PE | PP | GF | GC | DG  | PTS |
|  | -- | ------------------ | -- | -- | -- | -- | -- | -- | --- | --- |
|  | 1. | Atlético Sucumbíos | 12 | 10 | 1  | 1  | 39 | 8  | +31 | 31  |
|  | 2. | Caribe Junior      | 12 | 7  | 1  | 4  | 34 | 13 | +21 | 19  |
|  | 3. | Deportivo Oriental | 12 | 6  | 0  | 6  | 21 | 31 | -10 | 18  |
|  | 4. | Chicos Malos       | 12 | 0  | 0  | 12 | 11 | 53 | -42 | 0   |

##### Tungurahua
Clasificación
| Pos. | Equipo                | Pts. | PJ | G  | E | P  | GF | GC | Dif. | Clasificación              |
| ---- | --------------------- | ---- | -- | -- | - | -- | -- | -- | ---- | -------------------------- |
| 1    | Chacaritas            | 32   | 13 | 10 | 2 | 1  | 40 | 5  | +35  | Campeón y zonales 2019     |
| 2    | Pelileo               | 30   | 14 | 9  | 3 | 2  | 28 | 12 | +16  | Vicecampeón y zonales 2019 |
| 3    | Universitario         | 23   | 13 | 7  | 2 | 4  | 28 | 18 | +10  |                            |
| 4    | Baños Ciudad de Fuego | 23   | 13 | 6  | 5 | 2  | 17 | 16 | +1   |                            |
| 5    | América de Ambato     | 17   | 13 | 5  | 2 | 6  | 18 | 22 | −4   |                            |
| 6    | Santiago de Píllaro   | 9    | 14 | 3  | 0 | 11 | 13 | 44 | −31  |                            |
| 7    | El Globo              | 8    | 14 | 4  | 3 | 7  | 20 | 24 | −4   |                            |
| 8    | América de Santa Rosa | 4    | 14 | 1  | 1 | 12 | 7  | 30 | −23  |                            |

Actualizado a los partidos jugados el 21 de julio de 2019.
 Fuente: @boxfmec
Criterios de clasificación: 1) Puntos; 2) Diferencia de goles; 3) Goles marcados
Notas:
1. ↑  Club Social y Deportivo El Globo fue sancionado con la reducción de 7 puntos.

#### Fase regional (zonales)

##### Zona 1
| Pos. | Equipo              | Pts. | PJ | G | E | P | GF | GC | Dif. | Clasificación              |
| ---- | ------------------- | ---- | -- | - | - | - | -- | -- | ---- | -------------------------- |
| 1    | Vargas Torres       | 19   | 8  | 6 | 1 | 1 | 24 | 6  | +18  | Cuadrangulares semifinales |
| 2    | La Paz              | 15   | 8  | 4 | 3 | 1 | 36 | 7  | +29  | Cuadrangulares semifinales |
| 3    | Deportivo Quevedo   | 12   | 8  | 3 | 4 | 1 | 23 | 5  | +18  |                            |
| 4    | San Rafael          | 3    | 7  | 1 | 1 | 5 | 9  | 25 | −16  |                            |
| 5    | Carlos Borbor Reyes | 0    | 7  | 0 | 1 | 6 | 4  | 53 | −49  |                            |

Actualizado a los partidos jugados el 22 de septiembre de 2019.
 Fuente: ecuafutbol.org
Criterios de clasificación: 1) Puntos; 2) Diferencia de goles; 3) Goles marcados
Notas:
1. ↑  Deportivo Quevedo fue sancionado con la reducción de 1 punto por no presentar roles de pago.
2. ↑  San Rafael fue sancionado con la reducción de 1 punto por no presentar roles de pago.
3. ↑  Carlos Borbor Reyes fue sancionado con la reducción de 1 punto por no presentar roles de pago.

##### Zona 2
| Pos. | Equipo            | Pts. | PJ | G | E | P | GF | GC | Dif. | Clasificación              |
| ---- | ----------------- | ---- | -- | - | - | - | -- | -- | ---- | -------------------------- |
| 1    | Venecia           | 9    | 6  | 3 | 1 | 2 | 5  | 4  | +1   | Cuadrangulares semifinales |
| 2    | Esmeraldas        | 8    | 6  | 2 | 2 | 2 | 5  | 5  | 0    | Cuadrangulares semifinales |
| 3    | Juventud Italiana | 7    | 6  | 1 | 4 | 1 | 3  | 3  | 0    |                            |
| 4    | 3 de Julio        | 3    | 6  | 2 | 1 | 3 | 5  | 6  | −1   |                            |

Actualizado a los partidos jugados el 21 de septiembre de 2019.
 Fuente: ecuafutbol.org
Criterios de clasificación: 1) Puntos; 2) Diferencia de goles; 3) Goles marcados
Notas:
1. ↑  Venecia fue sancionado con la reducción de 1 punto por no presentar roles de pago.
2. ↑  3 de Julio fue sancionado con la reducción de 4 puntos, 1 por el empate 0-0 conseguido en cancha y 3 de sanción por hacer actuar en el partido de la fecha 6 al jugador Jackson Quiñónez que se encontraba suspendido.

##### Zona 3
| Pos. | Equipo         | Pts. | PJ | G | E | P | GF | GC | Dif. | Clasificación              |
| ---- | -------------- | ---- | -- | - | - | - | -- | -- | ---- | -------------------------- |
| 1    | Imbabura       | 17   | 7  | 6 | 0 | 1 | 11 | 3  | +8   | Cuadrangulares semifinales |
| 2    | Cumbayá        | 16   | 8  | 5 | 1 | 2 | 17 | 4  | +13  | Cuadrangulares semifinales |
| 3    | La Unión       | 12   | 8  | 3 | 3 | 2 | 10 | 6  | +4   |                            |
| 4    | Atlético Huaca | 4    | 6  | 1 | 2 | 3 | 10 | 10 | 0    |                            |
| 5    | Deportivo Coca | −2   | 7  | 0 | 0 | 7 | 1  | 26 | −25  |                            |

Actualizado a los partidos jugados el 20 de septiembre de 2019.
 Fuente: ecuafutbol.org
Criterios de clasificación: 1) Puntos; 2) Diferencia de goles; 3) Goles marcados
Notas:
1. ↑  Imbabura SC fue sancionado con la reducción de 1 punto por no presentar roles de pago.
2. ↑  Atlético Huaca fue sancionado con la reducción de 1 punto por no presentar roles de pago.
3. ↑  Deportivo Coca fue sancionado con la reducción de 2 puntos por no presentar roles de pago.

##### Zona 4
| Pos. | Equipo             | Pts. | PJ | G | E | P | GF | GC | Dif. | Clasificación              |
| ---- | ------------------ | ---- | -- | - | - | - | -- | -- | ---- | -------------------------- |
| 1    | Espoli             | 13   | 8  | 4 | 3 | 1 | 15 | 10 | +5   | Cuadrangulares semifinales |
| 2    | Otavalo            | 13   | 8  | 3 | 4 | 1 | 11 | 8  | +3   | Cuadrangulares semifinales |
| 3    | Anaconda           | 11   | 8  | 3 | 3 | 2 | 8  | 6  | +2   |                            |
| 4    | Consejo Provincial | 9    | 8  | 2 | 3 | 3 | 11 | 11 | 0    |                            |
| 5    | Geinco             | 4    | 8  | 1 | 1 | 6 | 5  | 15 | −10  |                            |

Actualizado a los partidos jugados el 21 de septiembre de 2019.
 Fuente: ecuafutbol.org
Criterios de clasificación: 1) Puntos; 2) Diferencia de goles; 3) Goles marcados
Notas:
1. ↑  Espoli fue sancionado con la reducción de 2 puntos por no presentar roles de pago.
2. ↑  Anaconda FC fue sancionado con la reducción de 1 punto por no presentar roles de pago.

##### Zona 5
| Pos. | Equipo          | Pts. | PJ | G | E | P | GF | GC | Dif. | Clasificación              |
| ---- | --------------- | ---- | -- | - | - | - | -- | -- | ---- | -------------------------- |
| 1    | Chacaritas      | 19   | 8  | 6 | 1 | 1 | 17 | 2  | +15  | Cuadrangulares semifinales |
| 2    | Juventud Minera | 18   | 8  | 6 | 0 | 2 | 20 | 8  | +12  | Cuadrangulares semifinales |
| 3    | Alianza         | 13   | 8  | 4 | 2 | 2 | 11 | 6  | +5   |                            |
| 4    | D' León         | 7    | 8  | 2 | 1 | 5 | 12 | 14 | −2   |                            |
| 5    | L.D.J. Macas    | −2   | 8  | 0 | 0 | 8 | 1  | 31 | −30  |                            |

Actualizado a los partidos jugados el 21 de septiembre de 2019.
 Fuente: ecuafutbol.org
Criterios de clasificación: 1) Puntos; 2) Diferencia de goles; 3) Goles marcados
Notas:
1. ↑  Alianza fue sancionado con la reducción de 1 punto por no presentar roles de pago.
2. ↑  Liga Deportiva Juvenil de Macas fue sancionado con la reducción de 2 puntos por no presentar roles de pago.

##### Zona 6
| Pos. | Equipo          | Pts. | PJ | G | E | P | GF | GC | Dif. | Clasificación              |
| ---- | --------------- | ---- | -- | - | - | - | -- | -- | ---- | -------------------------- |
| 1    | Deportivo Guano | 15   | 8  | 5 | 1 | 2 | 20 | 7  | +13  | Cuadrangulares semifinales |
| 2    | San Francisco   | 14   | 8  | 4 | 2 | 2 | 15 | 10 | +5   | Cuadrangulares semifinales |
| 3    | Pelileo         | 13   | 8  | 4 | 2 | 2 | 11 | 5  | +6   |                            |
| 4    | Unibolívar      | 12   | 8  | 4 | 1 | 3 | 13 | 10 | +3   |                            |
| 5    | El Recreo       | −2   | 8  | 0 | 0 | 8 | 2  | 29 | −27  |                            |

Actualizado a los partidos jugados el 22 de septiembre de 2019.
 Fuente: ecuafutbol.org
Criterios de clasificación: 1) Puntos; 2) Diferencia de goles; 3) Goles marcados
Notas:
1. ↑  Deportivo Guano fue sancionado con la reducción de 1 punto por no presentar roles de pago.
2. ↑  Pelileo SC fue sancionado con la reducción de 1 punto por no presentar roles de pago.
3. ↑  Unibolívar fue sancionado con la reducción de 1 punto por no presentar roles de pago.
4. ↑  El Recreo fue sancionado con la reducción de 2 puntos por no presentar roles de pago.

##### Zona 7
| Pos. | Equipo                  | Pts. | PJ | G | E | P | GF | GC | Dif. | Clasificación              |
| ---- | ----------------------- | ---- | -- | - | - | - | -- | -- | ---- | -------------------------- |
| 1    | 9 de Octubre            | 17   | 6  | 6 | 0 | 0 | 22 | 4  | +18  | Cuadrangulares semifinales |
| 2    | Parma                   | 9    | 6  | 3 | 1 | 2 | 10 | 9  | +1   | Cuadrangulares semifinales |
| 3    | Estrella Roja           | 4    | 5  | 1 | 1 | 3 | 5  | 11 | −6   |                            |
| 4    | Independiente de Pindal | −2   | 5  | 0 | 0 | 5 | 5  | 18 | −13  |                            |

Actualizado a los partidos jugados el 22 de septiembre de 2019.
 Fuente: ecuafutbol.org
Criterios de clasificación: 1) Puntos; 2) Diferencia de goles; 3) Goles marcados
Notas:
1. ↑  9 de Octubre fue sancionado con la reducción de 1 punto por no presentar roles de pago.
2. ↑  Parma FC fue sancionado con la reducción de 1 punto por no presentar roles de pago.
3. ↑  Independiente de Pindal fue sancionado con la reducción de 2 puntos por no presentar roles de pago.

##### Zona 8
| Pos. | Equipo       | Pts. | PJ | G | E | P | GF | GC | Dif. | Clasificación              |
| ---- | ------------ | ---- | -- | - | - | - | -- | -- | ---- | -------------------------- |
| 1    | Patria       | 11   | 6  | 3 | 2 | 1 | 11 | 6  | +5   | Cuadrangulares semifinales |
| 2    | La Gloria    | 8    | 6  | 2 | 2 | 2 | 8  | 6  | +2   | Cuadrangulares semifinales |
| 3    | Santos       | 7    | 6  | 2 | 2 | 2 | 6  | 8  | −2   |                            |
| 4    | Loja Federal | 3    | 6  | 1 | 2 | 3 | 5  | 10 | −5   |                            |

Actualizado a los partidos jugados el 22 de septiembre de 2019.
 Fuente: ecuafutbol.org
Criterios de clasificación: 1) Puntos; 2) Diferencia de goles; 3) Goles marcados
Notas:
1. ↑  Santos FC fue sancionado con la reducción de 1 punto por no presentar roles de pago.
2. ↑  Loja Federal fue sancionado con la reducción de 2 puntos por no presentar roles de pago.

#### Fase nacional (cuadrangulares semifinales)

##### Grupo A
| Pos. | Equipo          | Pts. | PJ | G | E | P | GF | GC | Dif. | Clasificación      |
| ---- | --------------- | ---- | -- | - | - | - | -- | -- | ---- | ------------------ |
| 1    | Esmeraldas      | 13   | 6  | 4 | 1 | 1 | 10 | 5  | +5   | Cuadrangular final |
| 2    | Imbabura        | 6    | 6  | 3 | 1 | 2 | 8  | 7  | +1   |                    |
| 3    | Juventud Minera | 6    | 6  | 1 | 3 | 2 | 6  | 8  | −2   |                    |
| 4    | Espoli          | 0    | 6  | 1 | 1 | 4 | 3  | 7  | −4   |                    |

Actualizado a los partidos jugados el 16 de noviembre de 2019.
 Fuente: ecuafutbol.org
Criterios de clasificación: 1) Puntos; 2) Diferencia de goles; 3) Goles marcados
Notas:
1. ↑  Imbabura SC fue sancionado con la reducción de 4 puntos por no presentar roles de pago.
2. ↑  Espoli fue sancionado con la reducción de 4 puntos por no presentar roles de pago.

##### Grupo B
| Pos. | Equipo          | Pts. | PJ | G | E | P | GF | GC | Dif. | Clasificación      |
| ---- | --------------- | ---- | -- | - | - | - | -- | -- | ---- | ------------------ |
| 1    | Otavalo         | 12   | 6  | 3 | 3 | 0 | 8  | 2  | +6   | Cuadrangular final |
| 2    | Deportivo Guano | 9    | 6  | 4 | 1 | 1 | 8  | 4  | +4   |                    |
| 3    | San Francisco   | 4    | 6  | 1 | 1 | 4 | 4  | 8  | −4   |                    |
| 4    | Vargas Torres   | 0    | 6  | 1 | 1 | 4 | 1  | 7  | −6   |                    |

Actualizado a los partidos jugados el 16 de noviembre de 2019.
 Fuente: ecuafutbol.org
Criterios de clasificación: 1) Puntos; 2) Diferencia de goles; 3) Goles marcados
Notas:
1. ↑  Deportivo Guano fue sancionado con la reducción de 4 puntos por no presentar roles de pago.
2. ↑  Vargas Torres fue sancionado con la reducción de 4 puntos por no presentar roles de pago.

##### Grupo C
| Pos. | Equipo       | Pts. | PJ | G | E | P | GF | GC | Dif. | Clasificación      |
| ---- | ------------ | ---- | -- | - | - | - | -- | -- | ---- | ------------------ |
| 1    | 9 de Octubre | 11   | 6  | 3 | 2 | 1 | 13 | 5  | +8   | Cuadrangular final |
| 2    | Venecia      | 10   | 6  | 4 | 2 | 0 | 10 | 6  | +4   |                    |
| 3    | Cumbayá      | 4    | 5  | 1 | 1 | 3 | 5  | 6  | −1   |                    |
| 4    | Parma        | 1    | 5  | 0 | 1 | 4 | 2  | 13 | −11  |                    |

Actualizado a los partidos jugados el 16 de noviembre de 2019.
 Fuente: ecuafutbol.org
Criterios de clasificación: 1) Puntos; 2) Diferencia de goles; 3) Goles marcados
Notas:
1. ↑  Venecia fue sancionado con la reducción de 4 puntos, 1 por no presentar roles de pago y 3 como sanción por problemas con afiliación de jugadores al IESS.[32][33]

##### Grupo D
| Pos. | Equipo     | Pts. | PJ | G | E | P | GF | GC | Dif. | Clasificación      |
| ---- | ---------- | ---- | -- | - | - | - | -- | -- | ---- | ------------------ |
| 1    | Chacaritas | 8    | 6  | 3 | 3 | 0 | 11 | 6  | +5   | Cuadrangular final |
| 2    | La Paz     | 7    | 6  | 2 | 2 | 2 | 8  | 9  | −1   |                    |
| 3    | Patria     | 7    | 6  | 2 | 1 | 3 | 10 | 12 | −2   |                    |
| 4    | La Gloria  | 2    | 6  | 2 | 0 | 4 | 12 | 14 | −2   |                    |

Actualizado a los partidos jugados el 16 de noviembre de 2019.
 Fuente: ecuafutbol.org
Criterios de clasificación: 1) Puntos; 2) Diferencia de goles; 3) Goles marcados
Notas:
1. ↑  Chacaritas FC fue sancionado con la reducción de 4 puntos por no presentar roles de pago.
2. ↑  La Paz fue sancionado con la reducción de 1 punto por no presentar roles de pago.
3. ↑  La Gloria fue sancionado con la reducción de 4 puntos por no presentar roles de pago.

#### Fase final (cuadrangular final)
Clasificación
| Pos. | Equipo       | Pts. | PJ | G | E | P | GF | GC | Dif. | Clasificación 2020             |
| ---- | ------------ | ---- | -- | - | - | - | -- | -- | ---- | ------------------------------ |
| 1    | Chacaritas   | 13   | 6  | 4 | 1 | 1 | 8  | 5  | +3   | Campeón ascendió a Serie B     |
| 2    | 9 de Octubre | 12   | 6  | 4 | 0 | 2 | 13 | 6  | +7   | Vicecampeón ascendió a Serie B |
| 3    | Otavalo      | 8    | 6  | 2 | 2 | 2 | 8  | 6  | +2   |                                |
| 4    | Esmeraldas   | 1    | 6  | 0 | 1 | 5 | 1  | 13 | −12  |                                |

Actualizado a los partidos jugados el 22 de diciembre de 2019.
 Fuente: ecuafutbol.org
Criterios de clasificación: 1) Puntos; 2) Diferencia de goles; 3) Goles marcados

### Copa Ecuador

#### Primera fase
Zona Oeste
| Fechas                       | Local ida       | Global     | Local vuelta        | Ida   | Vuelta | Llave |
| ---------------------------- | --------------- | ---------- | ------------------- | ----- | ------ | ----- |
| 10 y 17 de noviembre de 2018 | Águilas         | 1 - 3      | Brasilia            | 0 - 2 | 1 - 1  | E1    |
| 14 y 21 de noviembre de 2018 | Duros del Balón | 0 - 2      | Toreros             | 0 - 1 | 0 - 1  | E2    |
| 11 y 16 de noviembre de 2018 | San Francisco   | 4 - 4 (v.) | Audaz Octubrino     | 4 - 3 | 0 - 1  | E3    |
| 10 y 18 de noviembre de 2018 | Valle Catamayo  | 2 - 12     | La Gloria           | 1 - 9 | 1 - 3  | E4    |
| 10 y 18 de noviembre de 2018 | Everest         | 2 - 6      | Insutec             | 0 - 3 | 2 - 3  | E5    |
| 14 y 21 de noviembre de 2018 | San Pedro       | 1 - 8      | Atlético Portoviejo | 0 - 2 | 1 - 6  | E6    |

Zona Este
| Fechas                       | Local ida         | Global         | Local vuelta     | Ida   | Vuelta | Llave |
| ---------------------------- | ----------------- | -------------- | ---------------- | ----- | ------ | ----- |
| 10 y 17 de noviembre de 2018 | Dunamis           | 4 - 3          | Chicos Malos     | 3 - 1 | 1 - 2  | E7    |
| 10 y 18 de noviembre de 2018 | Espoli            | 2 - 2 (3:4 p.) | Anaconda         | 2 - 0 | 0 - 2  | E8    |
| 14 y 21 de noviembre de 2018 | Alianza Cotopaxi  | 5 - 4          | Imbabura         | 3 - 0 | 2 - 4  | E9    |
| 10 y 18 de noviembre de 2018 | Alianza           | 6 - 1          | Deportivo Morona | 2 - 0 | 4 - 1  | E10   |
| 11 y 18 de noviembre de 2018 | América de Ambato | 2 - 2 (v.)     | Deportivo Quito  | 2 - 1 | 0 - 1  | E11   |
| 10 y 18 de noviembre de 2018 | Mineros           | 4 - 0          | Spartak          | 2 - 0 | 2 - 0  | E12   |

#### Segunda fase
Zona Oeste
| Fechas                                   | Local ida       | Global         | Local vuelta        | Ida   | Vuelta | Llave |
| ---------------------------------------- | --------------- | -------------- | ------------------- | ----- | ------ | ----- |
| 25 de noviembre y 2 de diciembre de 2018 | Brasilia        | 0 - 1          | Toreros             | 0 - 0 | 0 - 1  | C1    |
| 23 de noviembre y 1 de diciembre de 2018 | Audaz Octubrino | 3 - 3 (6:7 p.) | La Gloria           | 2 - 1 | 1 - 2  | C2    |
| 28 de noviembre y 5 de diciembre de 2018 | Insutec         | 6 - 3          | Atlético Portoviejo | 4 - 3 | 2 - 0  | C3    |

Zona Este
| Fechas                                   | Local ida        | Global | Local vuelta | Ida   | Vuelta | Llave |
| ---------------------------------------- | ---------------- | ------ | ------------ | ----- | ------ | ----- |
| 25 de noviembre y 2 de diciembre de 2018 | Anaconda         | 5 - 2  | Dunamis      | 3 - 1 | 2 - 1  | C4    |
| 28 de noviembre y 5 de diciembre de 2018 | Alianza Cotopaxi | 1 - 5  | Alianza      | 1 - 3 | 0 - 2  | C5    |
| 25 de noviembre y 2 de diciembre de 2018 | Deportivo Quito  | 3 - 1  | Mineros      | 2 - 0 | 1 - 1  | C6    |

#### Dieciseisavos de final
| Fechas                           | Local en la ida         | Global | Local en la vuelta     | Ida   | Vuelta | Llave |
| -------------------------------- | ----------------------- | ------ | ---------------------- | ----- | ------ | ----- |
| 1 y 15 de mayo de 2019           | Liga de Quito           | 5 - 0  | La Gloria              | 5 - 0 | 0 - 0  | A     |
| 24 de abril y 16 de mayo de 2019 | Mineros                 | 1 - 3  | Barcelona              | 1 - 1 | 0 - 2  | B     |
| 7 y 28 de mayo de 2019           | Olmedo                  | 2 - 3  | Alianza                | 1 - 0 | 1 - 3  | C     |
| 2 y 29 de mayo de 2019           | Santa Rita              | 4 - 1  | Fuerza Amarilla        | 1 - 0 | 3 - 1  | D     |
| 25 de abril y 16 de mayo de 2019 | Guayaquil City          | 7 - 3  | Clan Juvenil           | 6 - 1 | 1 - 2  | E     |
| 30 de abril y 28 de mayo de 2019 | Anaconda                | 1 - 5  | El Nacional            | 1 - 1 | 0 - 4  | F     |
| 24 de abril y 29 de mayo de 2019 | Aucas                   | 4 - 0  | Toreros                | 2 - 0 | 2 - 0  | G     |
| 30 de abril y 14 de mayo de 2019 | Independiente del Valle | 1 - 1  | Orense (v.)            | 1 - 1 | 0 - 0  | H     |
| 25 de abril y 15 de mayo de 2019 | Atlético Porteño        | 2 - 5  | Macará                 | 1 - 2 | 1 - 3  | I     |
| 7 de mayo y 19 de junio de 2019  | Independiente Juniors   | 3 - 1  | Universidad Católica   | 2 - 0 | 1 - 1  | J     |
| 9 y 30 de mayo de 2019           | Técnico Universitario   | 5 - 1  | Liga de Loja           | 3 - 0 | 2 - 1  | K     |
| 2 y 14 de mayo de 2019           | Gualaceo                | 0 - 2  | Deportivo Cuenca       | 0 - 1 | 0 - 1  | L     |
| 24 de abril y 29 de mayo de 2019 | América de Quito        | 6 - 2  | Liga de Portoviejo     | 4 - 0 | 2 - 2  | M     |
| 8 y 22 de mayo de 2019           | Manta                   | 0 - 6  | Mushuc Runa            | 0 - 2 | 0 - 4  | N     |
| 1 y 15 de mayo de 2019           | Emelec                  | 4 - 0  | Atlético Santo Domingo | 2 - 0 | 2 - 0  | O     |
| 24 de abril y 22 de mayo de 2019 | Insutec                 | 1 - 2  | Delfín                 | 1 - 2 | 0 - 0  | P     |

#### Octavos de final
| Fechas                            | Local en la ida       | Global         | Local en la vuelta    | Ida   | Vuelta | Llave |
| --------------------------------- | --------------------- | -------------- | --------------------- | ----- | ------ | ----- |
| 16 de julio y 8 de agosto de 2019 | Alianza               | 1 - 5          | Liga de Quito         | 0 - 0 | 1 - 5  | A     |
| 4 y 30 de julio de 2019           | Guayaquil City        | 0 - 0 (4:5 p.) | Aucas                 | 0 - 0 | 0 - 0  | B     |
| 17 y 31 de julio de 2019          | Macará                | 2 - 3          | Técnico Universitario | 2 - 1 | 0 - 2  | C     |
| 10 de julio y 7 de agosto de 2019 | América de Quito      | 2 - 4          | Emelec                | 0 - 2 | 2 - 2  | D     |
| 10 y 31 de julio de 2019          | (v.) Barcelona        | 2 - 2          | Santa Rita            | 1 - 0 | 1 - 2  | E     |
| 2 y 24 de julio de 2019           | Orense                | 1 - 1          | El Nacional (v.)      | 1 - 1 | 0 - 0  | F     |
| 9 y 24 de julio de 2019           | Independiente Juniors | 2 - 2 (3:2 p.) | Deportivo Cuenca      | 1 - 1 | 1 - 1  | G     |
| 3 y 23 de julio de 2019           | Delfín                | 2 - 1          | Mushuc Runa           | 2 - 0 | 0 - 1  | H     |

#### Cuartos de final
| Fechas                                  | Local en la ida       | Global         | Local en la vuelta | Ida   | Vuelta | Llave |
| --------------------------------------- | --------------------- | -------------- | ------------------ | ----- | ------ | ----- |
| 8 y 18 de septiembre de 2019            | Aucas                 | 0 - 0 (2:4 p.) | Liga de Quito      | 0 - 0 | 0 - 0  | A     |
| 28 de agosto y 24 de septiembre de 2019 | Técnico Universitario | 1 - 2          | Emelec             | 1 - 0 | 0 - 2  | B     |
| 21 de agosto y 25 de septiembre de 2019 | El Nacional           | 1 - 1          | Barcelona (v.)     | 1 - 1 | 0 - 0  | C     |
| 14 de agosto y 24 de septiembre de 2019 | Independiente Juniors | 2 - 4          | Delfín             | 2 - 3 | 0 - 1  | D     |

#### Semifinales
| Fechas                     | Local en la ida | Global         | Local en la vuelta | Ida   | Vuelta | Llave |
| -------------------------- | --------------- | -------------- | ------------------ | ----- | ------ | ----- |
| 23 y 30 de octubre de 2019 | Liga de Quito   | 2 - 2 (5:4 p.) | Emelec             | 2 - 0 | 0 - 2  | A     |
| 2 y 30 de octubre de 2019  | Barcelona       | 4 - 4          | Delfín (v.)        | 4 - 1 | 0 - 3  | B     |

#### Final
| Fechas                       | Local en la ida    | Global | Local en la vuelta | Ida   | Vuelta | Llave |
| ---------------------------- | ------------------ | ------ | ------------------ | ----- | ------ | ----- |
| 10 y 16 de noviembre de 2019 | (v.) Liga de Quito | 3 - 3  | Delfín             | 2 - 0 | 1 - 3  | A     |

|                                                  |
| Campeón Liga Deportiva Universitaria 1.er título |

## Ascensos y descensos
| Categorías                | Equipos descendidos              | Equipos ascendidos        |
| ------------------------- | -------------------------------- | ------------------------- |
| Serie A Serie B           | América de Quito Fuerza Amarilla | Orense Liga de Portoviejo |
| Serie B Segunda Categoría | Liga de Loja Clan Juvenil        | Chacaritas 9 de Octubre   |

## Torneos internacionales
Véase además Anexo:Clubes ecuatorianos en torneos internacionales

### Copa Libertadores
|  |     | Equipo        | Fase final       | PTS | PJ | PG | PE | PP | GF | GC | DG |
|  | --- | ------------- | ---------------- | --- | -- | -- | -- | -- | -- | -- | -- |
|  | 1.º | Liga de Quito | Cuartos de final | 15  | 10 | 4  | 3  | 3  | 16 | 13 | 3  |
|  | 2.º | Emelec        | Octavos de final | 12  | 8  | 3  | 3  | 2  | 8  | 7  | 1  |
|  | 3.º | Delfín        | Fase 2           | 8   | 4  | 2  | 2  | 0  | 6  | 2  | 4  |
|  | 4.º | Barcelona     | Fase 2           | 3   | 2  | 1  | 0  | 1  | 1  | 3  | -2 |

### Copa Sudamericana
|  |     | Equipo                  | Fase final       | PTS | PJ | PG | PE | PP | GF | GC | DG |
|  | --- | ----------------------- | ---------------- | --- | -- | -- | -- | -- | -- | -- | -- |
|  | 1.º | Independiente del Valle | Final (Campeón)  | 20  | 11 | 6  | 2  | 3  | 20 | 10 | 10 |
|  | 2.º | Universidad Católica    | Octavos de final | 10  | 6  | 3  | 1  | 2  | 10 | 4  | 6  |
|  | 3.º | Macará                  | Segunda fase     | 9   | 4  | 3  | 0  | 1  | 8  | 4  | 4  |
|  | 4.º | Mushuc Runa             | Primera fase     | 2   | 2  | 0  | 2  | 0  | 2  | 2  | 0  |

## Selección nacional masculina

### Mayores

#### Copa América 2019
| Equipo             | Fase final               | PTS | PJ | PG | PE | PP | GF | GC | DG |
| ------------------ | ------------------------ | --- | -- | -- | -- | -- | -- | -- | -- |
| Selección nacional | Fase de grupos (Grupo C) | 1   | 3  | 0  | 1  | 2  | 2  | 7  | –5 |

| Equipo  | Pts. | PJ | PG | PE | PP | GF | GC | Dif. |
| ------- | ---- | -- | -- | -- | -- | -- | -- | ---- |
| Uruguay | 7    | 3  | 2  | 1  | 0  | 7  | 2  | 5    |
| Chile   | 6    | 3  | 2  | 0  | 1  | 6  | 2  | 4    |
| Japón   | 2    | 3  | 0  | 2  | 1  | 3  | 7  | –4   |
| Ecuador | 1    | 3  | 0  | 1  | 2  | 2  | 7  | –5   |

| 16 de junio de 2019, 19:00 (UTC-3) | Uruguay                                                | 4:0 (3:0) | Ecuador | Estadio Mineirão, Belo Horizonte                                                 |                                                                                  |
|                                    | Lodeiro 5' · Cavani 32' · Suárez 44' · Mina 79' (a.g.) | Reporte   |         | Asistencia: 13 611 espectadores Árbitro(s): Anderson Daronco VAR: Wilton Sampaio | Asistencia: 13 611 espectadores Árbitro(s): Anderson Daronco VAR: Wilton Sampaio |

| 21 de junio de 2019, 20:00 (UTC-3) | Ecuador             | 1:2 (1:1) | Chile                          | Arena Fonte Nova, Salvador                                                      |                                                                                 |
|                                    | Valencia 26' (pen.) | Reporte   | Fuenzalida 8' · A. Sánchez 51' | Asistencia: 14 727 espectadores Árbitro(s): Patricio Loustau VAR: Wilmar Roldán | Asistencia: 14 727 espectadores Árbitro(s): Patricio Loustau VAR: Wilmar Roldán |

| 24 de junio de 2019, 20:00 (UTC-3) | Ecuador  | 1:1 (1:1) | Japón        | Estadio Mineirão, Belo Horizonte                                                   |                                                                                    |
|                                    | Mena 35' | Reporte   | Nakajima 15' | Asistencia: 7623 espectadores Árbitro(s): Jesús Valenzuela VAR: Fernando Rapallini | Asistencia: 7623 espectadores Árbitro(s): Jesús Valenzuela VAR: Fernando Rapallini |

#### Partidos de la selección mayor en 2019
| Fecha            | Lugar                                             | Rival             | Marcador | Competencia       | Goles de Ecuador                                                    |
| ---------------- | ------------------------------------------------- | ----------------- | -------- | ----------------- | ------------------------------------------------------------------- |
| 21 de marzo      | Orlando City Stadium Orlando, Estados Unidos      | Estados Unidos    | 0 : 1    | Amistoso          | - - - -                                                             |
| 26 de marzo      | Red Bull Arena Nueva Jersey, Estados Unidos       | Honduras          | 0 : 0    | Amistoso          | - - - -                                                             |
| 1 de junio       | Hard Rock Stadium Miami, Estados Unidos           | Venezuela         | 1 : 1    | Amistoso          | Enner Valencia 90'                                                  |
| 9 de junio       | AT&T Stadium Arlington, Estados Unidos            | México            | 2 : 3    | Amistoso          | Ángel Mena 47' · Ayrton Preciado 66'                                |
| 16 de junio      | Estadio Mineirão Belo Horizonte, Brasil           | Uruguay           | 0 : 4    | Copa América 2019 | - - - -                                                             |
| 21 de junio      | Arena Fonte Nova Salvador, Brasil                 | Chile             | 1 : 2    | Copa América 2019 | Enner Valencia 26' (pen.)                                           |
| 24 de junio      | Estadio Mineirão Belo Horizonte, Brasil           | Japón             | 1 : 1    | Copa América 2019 | Ángel Mena 35'                                                      |
| 5 de septiembre  | Red Bull Arena Nueva Jersey, Estados Unidos       | Perú              | 1 : 0    | Amistoso          | Erick Castillo 47'                                                  |
| 10 de septiembre | Estadio Alejandro Serrano Aguilar Cuenca, Ecuador | Bolivia           | 3 : 0    | Amistoso          | Michael Estrada 49' · Junior Sornoza 72' (pen.) · Gonzalo Plata 86' |
| 13 de octubre    | Estadio Manuel Martínez Valero Elche, España      | Argentina         | 1 : 6    | Amistoso          | Ángel Mena 49'                                                      |
| 14 de noviembre  | Estadio Reales Tamarindos Portoviejo, Ecuador     | Trinidad y Tobago | 3 : 0    | Amistoso          | Alan Franco 29' · Enner Valencia 71' (pen.) 85'                     |
| 19 de noviembre  | Red Bull Arena Nueva Jersey, Estados Unidos       | Colombia          | 0 : 1    | Amistoso          | - - - -                                                             |

### Fase de grupos
| Equipo    | Pts | PJ | PG | PE | PP | GF | GC | Dif. |
| --------- | --- | -- | -- | -- | -- | -- | -- | ---- |
| Ecuador   | 9   | 4  | 3  | 0  | 1  | 8  | 4  | 4    |
| Argentina | 7   | 4  | 2  | 1  | 1  | 3  | 2  | 1    |
| Uruguay   | 6   | 4  | 2  | 0  | 2  | 4  | 3  | 1    |
| Paraguay  | 4   | 4  | 1  | 1  | 2  | 2  | 5  | -3   |
| Perú      | 3   | 4  | 1  | 0  | 3  | 2  | 5  | -3   |

| Equipo                    | Fase final                | PTS | PJ | PG | PE | PP | GF | GC | DG |
| ------------------------- | ------------------------- | --- | -- | -- | -- | -- | -- | -- | -- |
| Selección nacional Sub-20 | Hexagonal final (Campeón) | 19  | 9  | 6  | 1  | 2  | 14 | 6  | 8  |

| Equipo                    | Fase final                | PTS | PJ | PG | PE | PP | GF | GC | DG |
| ------------------------- | ------------------------- | --- | -- | -- | -- | -- | -- | -- | -- |
| Selección nacional Sub-20 | Hexagonal final (Campeón) | 19  | 9  | 6  | 1  | 2  | 14 | 6  | 8  |

##### Copa Mundial de Fútbol Sub-20 de 2019
| Equipo                    | Fase final    | PTS | PJ | PG | PE | PP | GF | GC | DG |
| ------------------------- | ------------- | --- | -- | -- | -- | -- | -- | -- | -- |
| Selección nacional Sub-20 | Tercer puesto | 13  | 7  | 4  | 1  | 2  | 8  | 5  | 3  |

##### Grupo B
| Equipo  | Pts. | PJ | PG | PE | PP | GF | GC | Dif. |
| ------- | ---- | -- | -- | -- | -- | -- | -- | ---- |
| Italia  | 7    | 3  | 2  | 1  | 0  | 3  | 1  | 2    |
| Japón   | 5    | 3  | 1  | 2  | 0  | 4  | 1  | 3    |
| Ecuador | 4    | 3  | 1  | 1  | 1  | 2  | 2  | 0    |
| México  | 0    | 3  | 0  | 0  | 3  | 1  | 6  | -5   |

| 23 de mayo de 2019, 20:30 (UTC+2) | Japón      | 1:1 (0:1) | Ecuador           | Estadio Bydgoszcz, Bydgoszcz                            |                                                         |
|                                   | Yamada 68' | Reporte   | Tagawa 45' (a.g.) | Asistencia: 3018 espectadores Árbitro(s): Slavko Vinčić | Asistencia: 3018 espectadores Árbitro(s): Slavko Vinčić |

| 26 de mayo de 2019, 18:00 (UTC+2) | Ecuador | 0:1 (0:1) | Italia        | Estadio Bydgoszcz, Bydgoszcz                              |                                                           |
|                                   |         |           | Pinamonti 15' | Asistencia: 4985 espectadores Árbitro(s): Adham Makhadmeh | Asistencia: 4985 espectadores Árbitro(s): Adham Makhadmeh |

| 29 de mayo de 2019, 18:00 (UTC+2) | Ecuador   | 1:0 (0:1) | México | Stadion Gdynia, Gdynia                                  |                                                         |
|                                   | Plata 12' | Reporte   |        | Asistencia: 4208 espectadores Árbitro(s): Ivan Kružliak | Asistencia: 4208 espectadores Árbitro(s): Ivan Kružliak |

Octavos de final
| 3 de junio de 2019, 17:30 (UTC+2)                        | Uruguay    | 1:3 (1:1) | Ecuador                                               | Arena Lublin, Lublin                                       |                                                            |
|                                                          | Araújo 11' | Reporte   | Alvarado 31' (pen.) · Quintero 75' · Plata 82' (pen.) | Asistencia: 10 562 espectadores Árbitro(s): Michael Oliver | Asistencia: 10 562 espectadores Árbitro(s): Michael Oliver |
| Primera clasificación de Ecuador a los cuartos de final. |            |           |                                                       |                                                            |                                                            |

Cuartos de final
| 8 de junio de 2019, 17:30 (UTC+2)               | Estados Unidos | 1:2 (1:2) | Ecuador                      | Stadion Gdynia, Gdynia                                   |                                                          |
|                                                 | Weah 36'       | Reporte   | Cifuentes 30' · Espinoza 43' | Asistencia: 6389 espectadores Árbitro(s): Benoît Bastien | Asistencia: 6389 espectadores Árbitro(s): Benoît Bastien |
| Primera clasificación de Ecuador a semifinales. |                |           |                              |                                                          |                                                          |

Semifinales
| 11 de junio de 2019, 20:30 (UTC+2) | Ecuador | 0:1 (0:1) | Corea del Sur | Arena Lublin, Lublin                                       |                                                            |
|                                    |         | Reporte   | Choi 39'      | Asistencia: 12 614 espectadores Árbitro(s): Michael Oliver | Asistencia: 12 614 espectadores Árbitro(s): Michael Oliver |

Tercer puesto
| 14 de junio de 2019, 20:30 (UTC+2) | Italia | 0:1 (0:0, 0:0) (t. s.) | Ecuador   | Stadion Gdynia, Gdynia                                      |                                                             |
|                                    |        | Reporte                | Mina 104' | Asistencia: 8937 espectadores Árbitro(s): Jesús Gil Manzano | Asistencia: 8937 espectadores Árbitro(s): Jesús Gil Manzano |

#### Sub-17

##### Campeonato Sudamericano Sub-17 de 2019
| Equipo                    | Fase final                  | PTS | PJ | PG | PE | PP | GF | GC | DG |
| ------------------------- | --------------------------- | --- | -- | -- | -- | -- | -- | -- | -- |
| Selección nacional Sub-17 | Hexagonal final (4.º lugar) | 12  | 9  | 3  | 3  | 3  | 12 | 13 | -1 |

##### Copa Mundial de Fútbol Sub-17 de 2019
| Equipo                    | Fase final       | PTS | PJ | PG | PE | PP | GF | GC | DG |
| ------------------------- | ---------------- | --- | -- | -- | -- | -- | -- | -- | -- |
| Selección nacional Sub-17 | Octavos de final | 6   | 4  | 2  | 0  | 2  | 7  | 7  | 0  |

##### Grupo B
| Equipo    | Pts. | PJ | PG | PE | PP | GF | GC | Dif. |
| --------- | ---- | -- | -- | -- | -- | -- | -- | ---- |
| Nigeria   | 6    | 3  | 2  | 0  | 1  | 8  | 6  | 2    |
| Ecuador   | 6    | 3  | 2  | 0  | 1  | 7  | 6  | 1    |
| Australia | 4    | 3  | 1  | 1  | 1  | 5  | 5  | 0    |
| Hungría   | 1    | 3  | 0  | 1  | 2  | 6  | 9  | -3   |

| 26 de octubre de 2019, 20:00 (UTC-3) | Ecuador                       | 2:1 (2:0) | Australia | Estadio Pedro Ludovico, Goiânia                         |                                                         |
|                                      | Pluas 4' · Mlinaric 9' (a.g.) | Reporte   | Botic 90' | Asistencia: 337 espectadores Árbitro(s): Andreas Ekberg | Asistencia: 337 espectadores Árbitro(s): Andreas Ekberg |

| 29 de octubre de 2019, 17:00 (UTC-3) | Nigeria          | 3:2 (1:1) | Ecuador                             | Estadio Pedro Ludovico, Goiânia                          |                                                          |
|                                      | Sa'id 5' 85' 89' | Reporte   | Jinadu 10' (a.g.) · Mina 56' (pen.) | Asistencia: 311 espectadores Árbitro(s): Khamis Al-Marri | Asistencia: 311 espectadores Árbitro(s): Khamis Al-Marri |

| 1 de noviembre de 2019, 17:00 (UTC-3) | Hungría        | 2:3 (0:0) | Ecuador                           | Estadio Pedro Ludovico, Goiânia                  |                                                  |
|                                       | Németh 50' 73' | Reporte   | Vite 66' · Mercado 68' · Mina 86' | Asistencia: 890 espectadores Árbitro(s): Ma Ning | Asistencia: 890 espectadores Árbitro(s): Ma Ning |

Octavos de final
| 7 de noviembre de 2019, 16:30 (UTC-3) | Ecuador | 0:1 (0:0) | Italia        | Estadio Kléber Andrade, Cariacica                           |                                                             |
|                                       |         | Reporte   | Oristanio 76' | Asistencia: 2014 espectadores Árbitro(s): Christopher Beath | Asistencia: 2014 espectadores Árbitro(s): Christopher Beath |

#### Sub-15

##### Campeonato Sudamericano Sub-15 de 2019
| Equipo                    | Fase final           | PTS | PJ | PG | PE | PP | GF | GC | DG |
| ------------------------- | -------------------- | --- | -- | -- | -- | -- | -- | -- | -- |
| Selección nacional Sub-15 | Grupo B (3.er lugar) | 6   | 4  | 1  | 3  | 0  | 5  | 4  | +1 |

### Fútbol playa

#### Campeonato de Fútbol Playa
| Equipo                    | Fase final                 | PTS | PJ | PG | PG+ | PG++ | PP | GF | GC | DG  |
| ------------------------- | -------------------------- | --- | -- | -- | --- | ---- | -- | -- | -- | --- |
| Selección de fútbol playa | Séptimo puesto (8.º Lugar) | 3   | 5  | 1  | 0   | 0    | 4  | 20 | 32 | -12 |

### Fútbol sala

#### Copa América de fútbol sala
| Equipo                   | Fase final      | PTS | PJ | PG | PE | PP | GF | GC | DG |
| ------------------------ | --------------- | --- | -- | -- | -- | -- | -- | -- | -- |
| Selección de fútbol sala | TBD (?.º lugar) | 0   | 0  | 0  | 0  | 0  | 0  | 0  | 0  |